# Santa Rosalía de Camargo
Santa Rosalía de Camargo (originalmente llamada: Santa Rosalía; y también conocida por los nombres de Camargo o en ocasiones Ciudad Camargo) es una ciudad del estado mexicano de Chihuahua, situada en la zona centro-sur del mismo en la confluencia de los ríos Conchos y Florido, es cabecera del municipio de Camargo y centro económico de una importante región agrícola y ganadera. 
Ciudad Camargo fue fundada originalmente en 1740 y refundada en 1792. Su nombre es en honor a Ignacio Camargo, un insurgente que participó en la Independencia de México.

## Escudo
En su parte superior aparecen los términos: TRABAJO 1792 NOBLEZA, que representan el lema de la ciudad, escritos sobre el perfil de la serranía inmediata al río Conchos. En el centro va la figura de un español a caballo y abajo el edificio de la presidencia municipal y la cabeza de un tarahumara tocado con collera, visto de perfil, ambas figuras flanqueadas por chimeneas que simbolizan la industria. La parte inferior se demarca por los ríos Conchos y Florido, que confluyen donde brota un árbol de nogal y, ya unidos desembocan en la cruz, dibujada sobre un sol en el que aparecen flechas apaches, simbolizando así, el despoblamiento del antiguo asentamiento de la región por el ataque de estos grupos indígenas. Debajo de cada uno de los ríos se representa a la agricultura, con una mazorca de maíz y a la ganadería, con una cabeza de ganado bovino.
Fuera del contorno del escudo, en su parte inferior se dibujan dos espigas de trigo; sobre el ápice la leyenda: SANTA ROSALÍA DE CAMARGO.

## Toponimia
En 1897, con motivo de la celebración del primer centenario de la fundación se le dio la categoría de Ciudad y se le cambió su nombre original (Santa Rosalía) por el del Insurgente Mariscal Ignacio Camargo, fusilado en la Ciudad de Chihuahua, el 10 de mayo de 1811.
Por Decreto del Congreso Local, a partir del 1 de enero de 1990, el nombre oficial de la ciudad es el de Santa Rosalía de Camargo.

## Historia

### Época precolonial
Antes de la llegada de los colonizadores españoles, la región que hoy conocemos como Camargo estaba habitada por los conchos, un grupo indígena que habitaba las riberas de los ríos y valles del centro-sur de Chihuahua. Los conchos, conocidos por ser cazadores-recolectores y practicar una agricultura básica, establecieron sus asentamientos en torno al río Conchos. Estos pueblos indígenas, adaptados a las condiciones del semi-desierto, crearon una forma de vida centrada en el uso sostenible de los recursos naturales, haciendo del agua una fuente vital para su supervivencia y desarrollo.

### Época colonial
Los terrenos situados debajo de San Francisco de Conchos hasta la confluencia de los ríos Conchos y Florido, fueron denunciados por Francisco Escárcega el 12 de junio de 1687, ante el gobernador de la Nueva Vizcaya, José de Neyra y Quiroga y en 1740 se fundó el pueblo por los misioneros que ocuparon el estado.

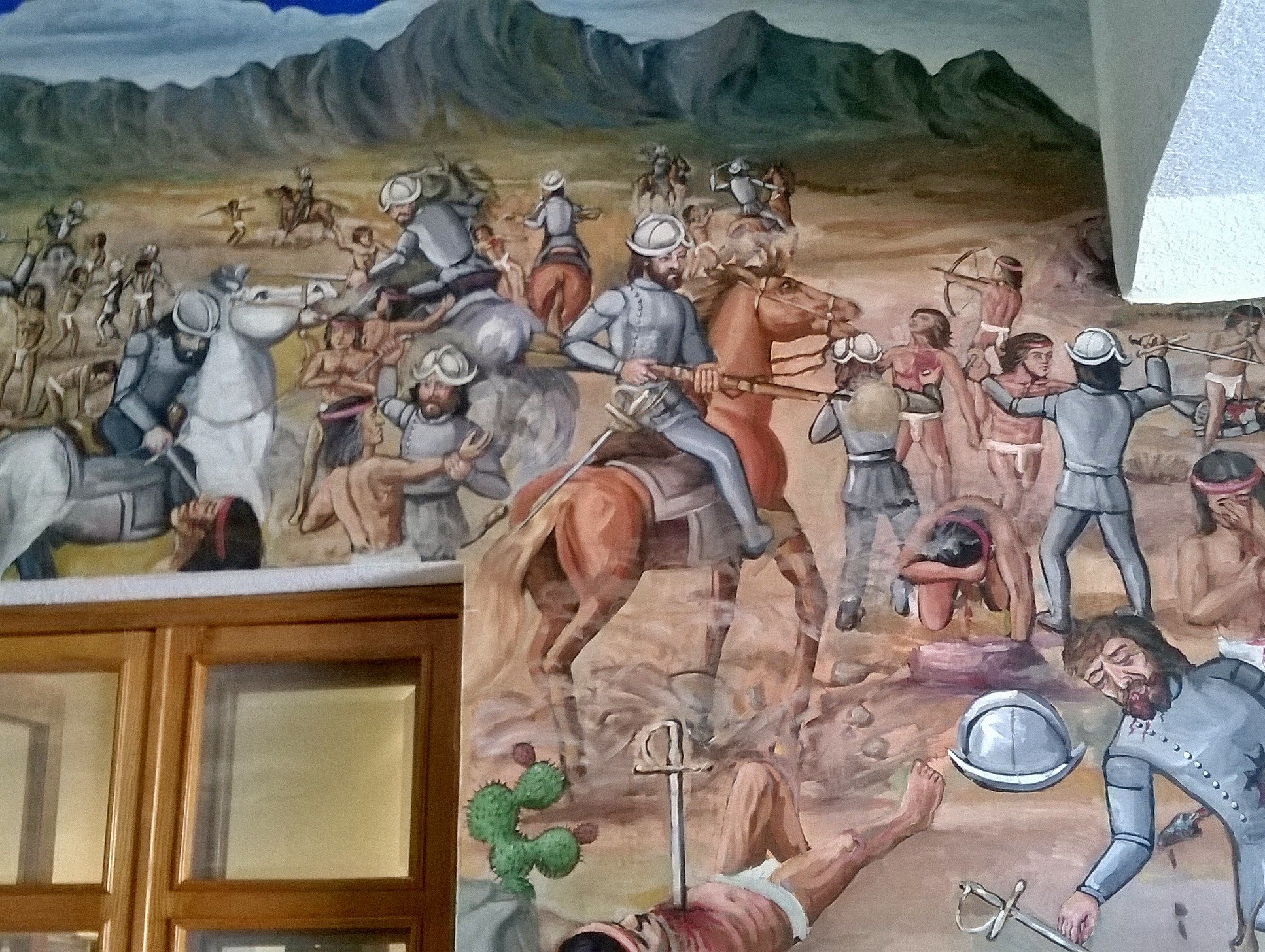
Exterminio de los conchos.

A principios de 1645 se sublevó la tribu de los conchos; y atacaron al pueblo de San Francisco de Conchos el día 25 de marzo, en donde dieron muerte a los misioneros franciscanos frailes Tomás de Zigarán y Francisco de Labado que servían la misión; quemaron la iglesia y la casa cural. Enseguida atacaron el pueblo de San Pedro de Conchos, de donde el misionero salió ileso y se refugió con los jesuitas a Satevó. De Atotonilco, hoy Villa López fueron retirados los padres y españoles allí radicados; pero no fue posible evitar que quemaran el convento y el templo.
El general Francisco Montaño de la Cueva dirigió la campaña en contra de los sublevados y enseguida otorgó la paz y los asentó en los pueblos de donde se habían alzado; pero ahorcó en el valle de Allende a 13 de los principales responsables del alzamiento y de la muerte de los misioneros.
Los ataques de los apaches hicieron que sus habitantes abandonaran el lugar, pero se repobló el 25 de noviembre de 1797 con el mismo nombre de Santa Rosalía, que había tenido antes, por el capitán José Manuel Ochoa, atendiendo órdenes del general Pedro de Nava, comandante general de Provincias Internas.  

### México Independiente
La fundación se verificó con 28 vecinos procedentes del presidio de Conchos, lugar al que estuvo sometida la región durante la Colonia hasta que en 1820 obtuvo la categoría de municipio al restablecerse la Constitución Española de Cádiz; en 1826 formó parte del partido de Rosales; en 1837 de la subprefectura de Jiménez; en 1847 del cantón Jiménez; en 1859 del cantón Camargo y de 1887 a 1911 perteneció al distrito Camargo. En 1897 al cumplir 100 años de vida, por gestiones del diputado camarguense don Pedro Carbajal, el Congreso local le otorgó el título de ciudad con el nombre de Santa Rosalía de Camargo en honor del caudillo insurgente Ignacio Camargo, fusilado en Chihuahua el 10 de mayo de 1811. 
El 31 de agosto de 1860, el capitán Jesús Duarte con una sección de tropas liberales derrotó en Santa Rosalía al mayor conservador José Macías, quien dejó tirados sobre el campo 32 muertos y varios heridos.
El 1 de septiembre de 1876, el mayor José Perfecto Lomelín, pronunciado a favor del Plan de Tuxtepec, ocupó la plaza de Camargo, la cual se encontraba bajo las órdenes del gobernador Manuel de Herrera y de los guardias nacionales.
El 23 de abril de 1913, los generales constitucionalistas Manuel Chao, Rosalío Hernández y Maclovio Herrera, atacaron la plaza de Ciudad Camargo defendida por tropas huertistas al mando del general Manuel García Pueblita; fueron éstas derrotadas completamente, quedó entonces la plaza en poder de los asaltantes.
El 12 de diciembre de 1916, el general Francisco Villa atacó la plaza de Camargo, defendida por el general Rosalío Hernández con tropas del gobierno de donde fueron desalojados. Uribe por órdenes de Villa fusiló a todos los prisioneros.

### Época contemporánea
Gasolinazo
El 5 de enero de 2017 en la caseta de peaje Camargo, cerca de mil ciudadanos se manifestaban contra el gasolinazo, de la administración federal de Enrique Peña Nieto, buscando liberar la circulación, llegó el cuerpo Antimotines de la Policía Estatal, pero lejos de enfrentarse a los uniformados, los casi mil manifestantes elevaron sus manos para mostrar que no portaban armas, se hincaron y cantaron el Himno Nacional a una sola voz.
Lucha por el agua
Desde 2019, productores agrícolas de Chihuahua enfrentaron al gobierno federal por la extracción de agua de las presas El Granero, Francisco I. Madero “Las Vírgenes” y La Boquilla, destinada a cumplir el Tratado de Aguas de 1944 con Estados Unidos. La Comisión Nacional del Agua (CONAGUA) solicitó la intervención de la Guardia Nacional para custodiar las presas, lo que provocó una fuerte resistencia de agricultores y ciudadanos, quienes formaron un frente común para proteger el agua de la región. El conflicto alcanzó su punto máximo en septiembre de 2020, cuando miles de manifestantes desalojaron a la Guardia Nacional de La Boquilla tras un enfrentamiento prolongado. Desde entonces, los productores mantuvieron un campamento permanente para evitar su regreso.

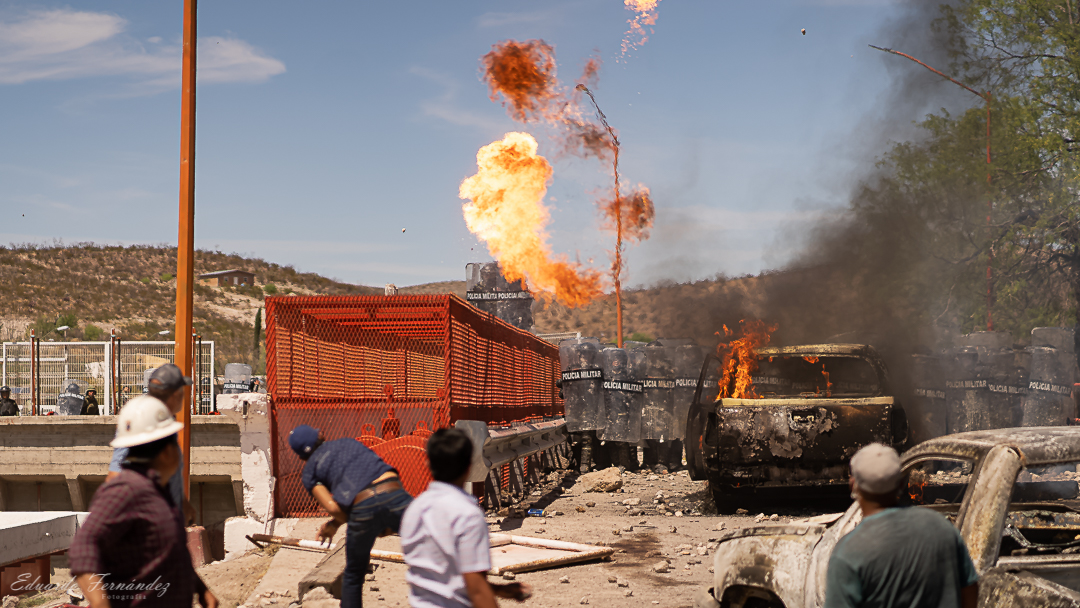
Lucha por el Agua de Chihuahua

A pesar de reuniones y negociaciones con representantes del gobierno federal y estatal, no se alcanzaron acuerdos, y el conflicto escaló. En marzo de 2020, un enfrentamiento en Las Pilas entre agricultores y la Guardia Nacional dejó imágenes de gas lacrimógeno, golpes y pedradas. Los manifestantes lograron expulsar a las fuerzas federales y detener el flujo de agua hacia el río Conchos.
En septiembre de 2020, la tensión alcanzó su punto máximo cuando miles de agricultores y ciudadanos se dirigieron a la presa La Boquilla, armados con palos y resorteras, para desalojar a la Guardia Nacional que resguardaba la instalación. Después de un enfrentamiento prolongado, lograron su objetivo, estableciendo un campamento permanente para evitar el regreso de las autoridades.

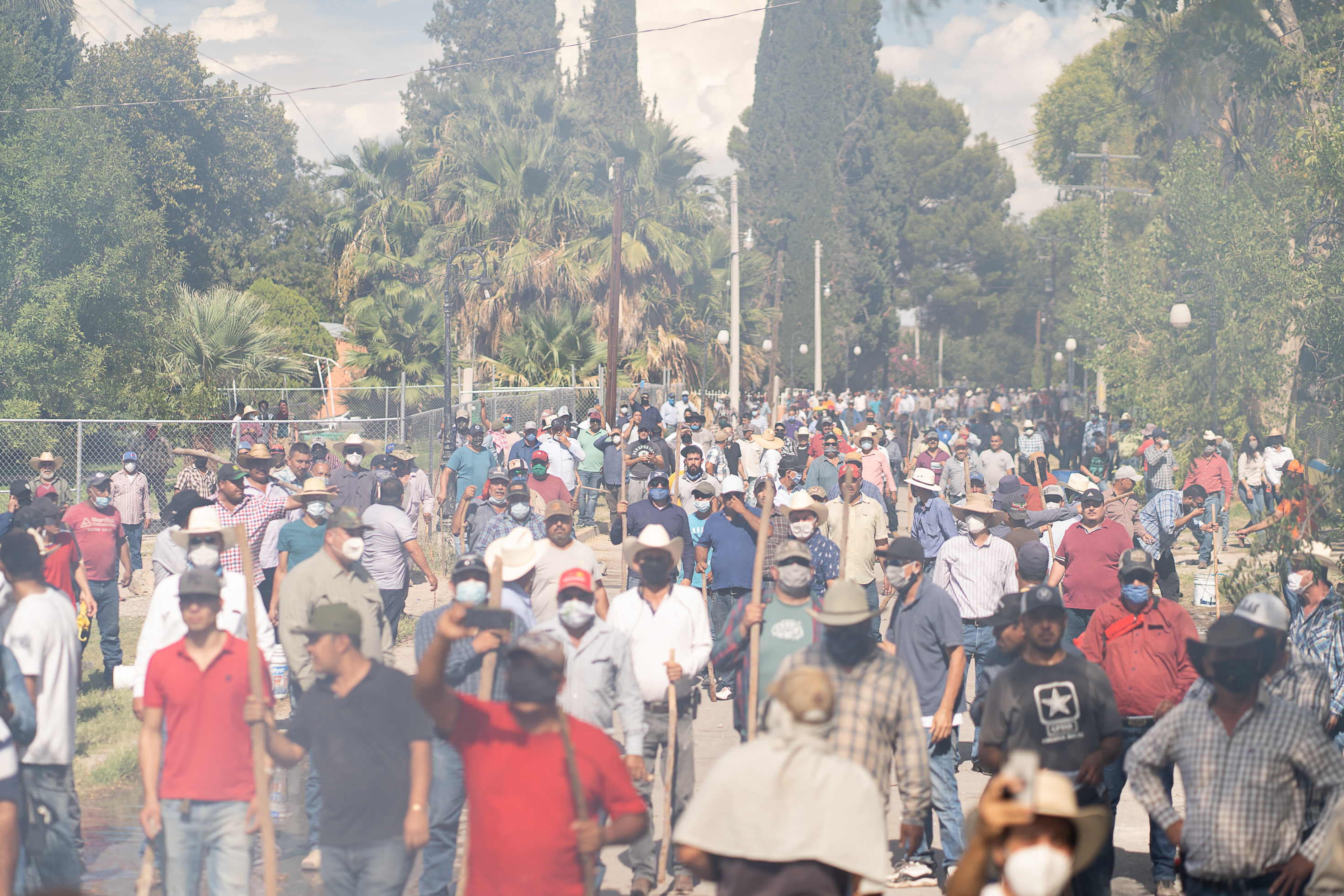
Agricultores protestando en la presa La Boquilla

La disputa finalizó el 22 de octubre de 2021 con la firma de un acuerdo entre el gobierno federal y el estado de Chihuahua. Este acuerdo estableció compromisos para atender las demandas de los productores, evitar violaciones de derechos humanos y promover programas de apoyo, como la tecnificación de riego. Ambas partes acordaron trabajar en conjunto para garantizar una gestión equitativa y sostenible del recurso hídrico. 
Explosión en Camargo: posible acto terrorista
La mañana del martes 31 de diciembre de 2024, una potente explosión sacudió el acceso norte de Camargo, en el parque “Julio Guevara”. El incidente dejó más de 40 viviendas y cuatro vehículos dañados, además de afectar las emblemáticas letras de identidad de Camargo. Este hecho, considerado el primero de su tipo en la historia del municipio, fue catalogado como un posible acto terrorista.
La Fiscalía General del Estado llevó a cabo una investigación, y las primeras versiones señalaron que dos hombres habrían llegado al parque, donde dejaron una maleta en un punto estratégico antes de retirarse rápidamente en un vehículo. Se presumió que el artefacto explosivo estaba compuesto por pólvora, un mini tanque de gas y un mecanismo con motor que generó la chispa detonante.

## Geografía

### Localización
Camargo se localiza en la latitud norte 27° 41’, longitud oeste 105° 10’ a una altitud de 1220 m s. n. m. (metros sobre el nivel del mar). Colinda al norte con Manuel Benavides y Ojinaga; al este con el Estado Mexicano de Coahuila, en particular con los municipios de Ocampo y Sierra Mojada, al sur con Jiménez y al oeste con San Francisco de Conchos, La Cruz, Saucillo y Julimes.
| Noroeste: Saucillo                 | Norte: Ojinaga | Nordeste: Manuel Benavides |
| Oeste: San Francisco de Conchos    |                | Este: Ocampo               |
| Suroeste: Valle de Ignacio Allende | Sur: Jiménez   | Sureste: Sierra Mojada     |

### Extensión
Tiene una superficie total de 16 066,01 km², lo que lo hace el segundo municipio más extenso del estado de Chihuahua, tras el de Ahumada, y el séptimo municipio más extenso del país.

### Distancias
| En el estado  | Distancia | En el país       | Distancia |
| ------------- | --------- | ---------------- | --------- |
| Chihuahua     | 151.9 km  | Torreón          | 322.5 km  |
| Cuauhtémoc    | 252.9 km  | Mazatlán         | 783.6 km  |
| Guachochi     | 344 km    | Guadalajara      | 1013.5 km |
| Ciudad Juárez | 518.8 km  | Monterrey        | 656.6 km  |
| Creel         | 407.4 km  | Ciudad de México | 1288.2 km |
| Casas Grandes | 456.1 km  | Tuxtla Gutiérrez | 2101 km   |

### Hidrografía
Región hidrológica
Mapimí (87.0 %) y Bravo Conchos (13.0 %)
Cuenca 
El Llano – L. del Milagro (39.2 %), L. del Guaje – Lipanes (36.1 %), Polvorillos –
Marqués (11.6 %), R. Florido (8.3 %), R. Bravo – Ojinaga (2.8 %) y R. Conchos – P. El 
Granero (2.0 %)
Subcuenca
Bolsón de Lipanes (35.9 %), L. del Milagro (20.8 %), El Llano (18.4 %), polvorillos 
(8.4 %), R. Florido – Camargo (5.2 %), A. del Marqués (3.1 %), R. Parral (3.0 %), R. 
Bravo – A. Álamos (2.3 %), R. Conchos – P. Rosetilla (2.0 %), R. Bravo – R. San 
Antonio (0.5 %) y L. del Guaje (0.4 %)
Corrientes de agua
Perennes: Río Parral, Río Florido y Conchos. 
Intermitentes: Los Nogales, Bentín, El Espanto, El Morado, Honorato, Los Lobos, Los 
Pilares, Las Minas y El Álamo
Cuerpos de agua
Perennes (0.1 %): El Milagro y Las Arenosas
Intermitentes (0.4 %): El Llano, Laguna El Gigante, Laguna Jaco, Laguna Texcoco, 
Laguna Verde, Laguna de Arriba y Laguna Los Tanques.

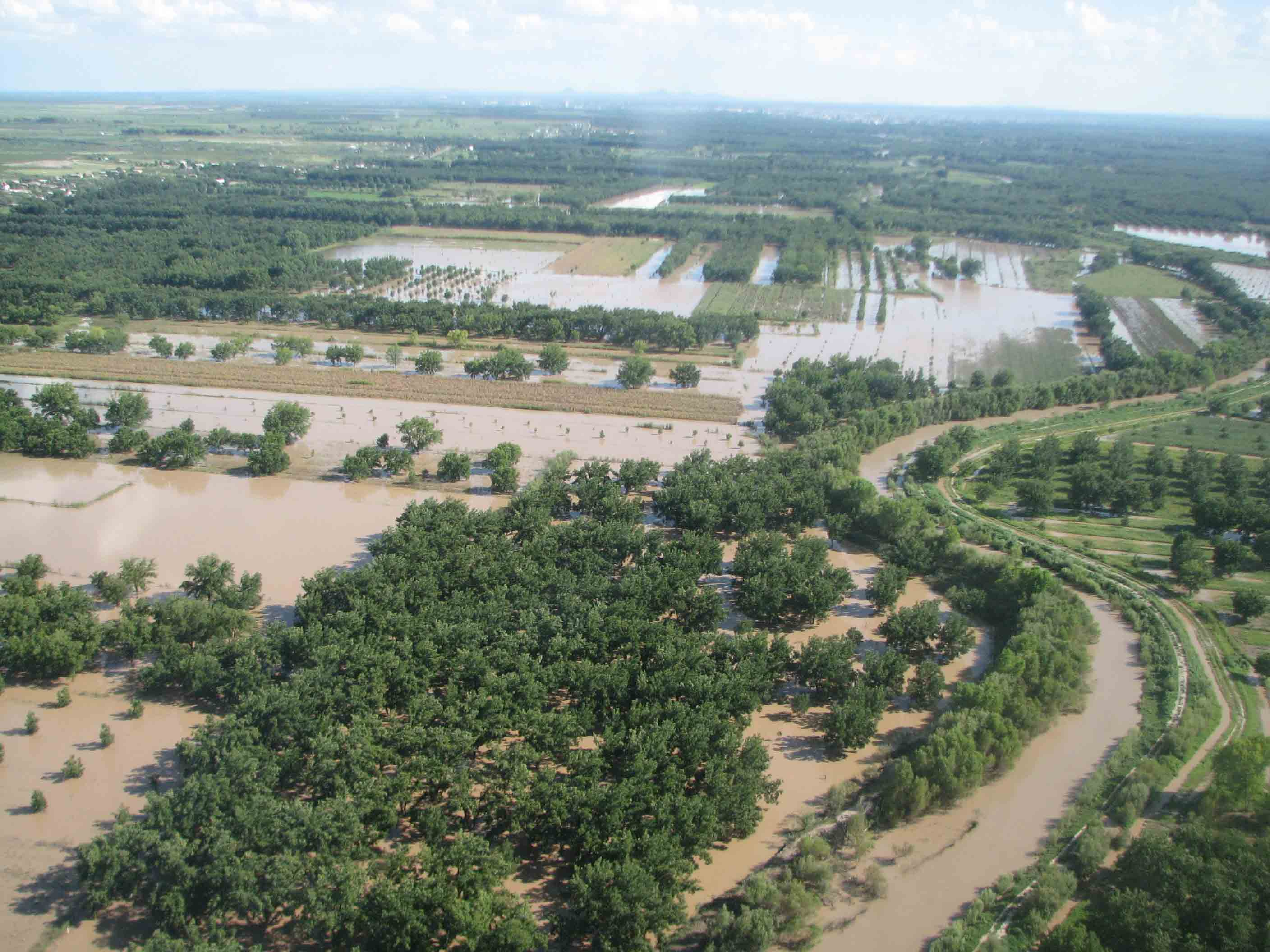
Desbordamiento del río Florido en el 2008.

### Orografía
El municipio se encuentra en la región geográfica del estado de Chihuahua conocida como La Meseta, que a su vez forma parte de la gran planicie denominada Altiplanicie Mexicana, y que se extiende desde el centro del país hasta el norte, el sector norte es conocido como las Llanuras Boreales. La principal característica de la Meseta es su terreno mayoritariamente plano y su clima seco, sin embargo en el territorio del municipio se encuentran varias serranías de importancia, particularmente en su zona este.
Sierras y llanuras del norte (100 %); llanuras y sierras volcánicas (92.3 %), del bolsón de Mapimí (7.4 %), sierras plegadas del norte (0.3 %); bajada con lomerío (48.3 %), Llanura aluvial salina (10.2 %), lomerío escarpado con bajadas (9.4 %), sierra escarpada (6.4 %), llanura aluvial (4.0 %), lomerío ramificado con cañadas (3.6 %), meseta basáltica con cañadas y malpaís (3.3 %), llanura aluvial con lomerío (2.9 %), llanura desértica de piso rocoso o cementado (2.8 %), meseta basáltica con lomerío y malpaís (2.5 %), sierra escarpada con mesetas (1.8 %), sierra plegada (1.6 %), llanura aluvial de lomerío de piso rocoso o cementado (1.2 %), llanura aluvial inundable y salina (1.0 %), lomerío escarpado (0.4 %), llanura aluvial con dunas (0.4 %).

### Geología y minería

#### Periodo
Cuaternario (58.5 %), Neógeno (21.4 %), Terciario (17.1 %), Cretácico (2.2 %) y 
Paleógeno (0.2 %).

#### Suelo
Aluvial (55.9 %) y eólico (0.1 %).
Ígnea extrusiva: riolita-toba ácida (15.9 %), basalto (14.8 %), andesita (1.3 %), toba ácida (0.5 %), riolita (0.4 %), traquita ( 0.2 %), andesita-toba intermedia (0.2 %) y toba intermedia (0.1 %)
Sedimentaria: conglomerado (7.4 %), caliza (2.2 %), volcano sedimentaria (0.2 %) y 
lutita-arenisca (0.1 %)
Ígnea intrusiva: sienita (0.1 %)
En el Mineral de La Perla ubicada en la región noreste del municipio, caracterizada por la presencia de yacimientos minerales de fierro, genéticamente ligados tanto a un volcanismo terciario como al emplazamiento de cuerpos ígneos intrusivos ácidos dentro de esas rocas volcánicas terciarias. Los tipos de yacimientos que han producido los más grandes volúmenes de mineral son crestones lenticulares, siguen en importancia los mantos y por último las vetas. Los minerales de mena son sobre todo hematita y en menor proporción magnetita y martita; como minerales de ganga están el cuarzo, la calcita y el yeso.

### Clima
La ciudad tiene un clima BSohw(w), que representa un clima seco semicálido con invierno fresco. La precipitación media anual varía entre 250 y 300 mm, esparcidos principalmente en los meses del monzón que son julio, agosto y septiembre. La temperatura media anual va entre 17-20 °C, pero el clima es realmente extremo. En el año las temperaturas pueden estar normalmente desde −10 °C en invierno, hasta 45 °C en el verano.
- El clima es extremoso, el mes más frío es enero, cuando es habitual que se alcancen temperaturas cercanas a 0 °C. Las heladas son frecuentes, los días son frescos a templados.
- Febrero se torna ligeramente menos frío que enero, las noches siguen helando con frecuencia, las temperaturas comienzan a elevarse, los días son aún frescos pudiendo ser ligeramente caluroso.
- El mes de marzo es el más seco en promedio, las temperaturas pueden ya tocar los 30 °C uno o dos días, sin embargo la mayoría se mantienen frescos y las noches frías, se dan las últimas heladas, en esta época los frentes fríos que entran a la región generan fuertes vientos, y tolvaneras.
- Abril tiene días calurosos, y noches aun frescas que pueden llegar a ser frías con la entrada de los últimos frentes fríos, que siguen generando fuertes vientos y tolvaneras, es uno de los meses más secos.
- Durante mayo entra el último frente frío, los días son muy calurosos, pudiendo alcanzar hasta 40 °C, sin embargo las noches aun son frescas, en ocasiones se presentan tormentas tempranas que ayudan a disminuir la sequía, ya que mayo es el último mes de la temporada estival.
- El mes más caliente es junio, donde fácilmente se pueden superar los 35 °C en el día, las temperaturas rara vez caen de 18 °C en las noches, si el monzón se adelanta, comienza a llover a finales de este mes.
- Julio, agosto, y septiembre, son la temporada de lluvias, generadas por el monzón de Norteamérica, con frecuentes tormentas al finalizar la tarde, debido al aire húmedo proveniente del Golfo de California y el Golfo de México, los días son cálidos, pero ligeramente más frescos debido a la presencia de las lluvias, con máximas que rondan los 30 °C y mínimas que pueden refrescar debido a las mismas tormentas, las granizadas, cuando ocurren suelen hacerlo en estos meses así como las tormentas eléctricas. En septiembre se da la entrada del primer frente frío, y con el una disminución de las temperaturas.
- Octubre es el último mes cálido, y también la entrada del frío, los frentes entran con mayor fuerza, y pueden llegar a provocar las primeras heladas.
- Noviembre es un mes frío, sin embargo aun pueden registrarse temperaturas calurosas de más de 25 °C, las heladas se tornan más frecuentes.
- Finalmente, diciembre es, junto con enero uno de los meses más fríos; las nevadas suelen presentarse por lo regular en estos meses.
- En resumen, hay 60 días de precipitación en promedio. En los meses de marzo y abril se dan fuertes vientos que originan tolvaneras y tormentas de arena. El Primer frente frío entra por lo regular en el mes de septiembre y los últimos se registran hasta el mes de mayo. En promedio unos 135 días al año se superan los 30 °C, de los cuales unos 34 superan los 35 °C, y de estos unos 15 días superan los 40 °C (100 °F) sobre todo en el mes de junio durante la canícula previa al monzón. Por otro lado hay un promedio de 60 días con heladas al año en el municipio.

| Parámetros climáticos promedio de Camargo (DGE), Chihuahua (1250 msnm) normales 1991–2020 | Parámetros climáticos promedio de Camargo (DGE), Chihuahua (1250 msnm) normales 1991–2020 | Parámetros climáticos promedio de Camargo (DGE), Chihuahua (1250 msnm) normales 1991–2020 | Parámetros climáticos promedio de Camargo (DGE), Chihuahua (1250 msnm) normales 1991–2020 | Parámetros climáticos promedio de Camargo (DGE), Chihuahua (1250 msnm) normales 1991–2020 | Parámetros climáticos promedio de Camargo (DGE), Chihuahua (1250 msnm) normales 1991–2020 | Parámetros climáticos promedio de Camargo (DGE), Chihuahua (1250 msnm) normales 1991–2020 | Parámetros climáticos promedio de Camargo (DGE), Chihuahua (1250 msnm) normales 1991–2020 | Parámetros climáticos promedio de Camargo (DGE), Chihuahua (1250 msnm) normales 1991–2020 | Parámetros climáticos promedio de Camargo (DGE), Chihuahua (1250 msnm) normales 1991–2020 | Parámetros climáticos promedio de Camargo (DGE), Chihuahua (1250 msnm) normales 1991–2020 | Parámetros climáticos promedio de Camargo (DGE), Chihuahua (1250 msnm) normales 1991–2020 | Parámetros climáticos promedio de Camargo (DGE), Chihuahua (1250 msnm) normales 1991–2020 | Parámetros climáticos promedio de Camargo (DGE), Chihuahua (1250 msnm) normales 1991–2020 |
| Mes                                                                                       | Ene.                                                                                      | Feb.                                                                                      | Mar.                                                                                      | Abr.                                                                                      | May.                                                                                      | Jun.                                                                                      | Jul.                                                                                      | Ago.                                                                                      | Sep.                                                                                      | Oct.                                                                                      | Nov.                                                                                      | Dic.                                                                                      | Anual                                                                                     |
| ----------------------------------------------------------------------------------------- | ----------------------------------------------------------------------------------------- | ----------------------------------------------------------------------------------------- | ----------------------------------------------------------------------------------------- | ----------------------------------------------------------------------------------------- | ----------------------------------------------------------------------------------------- | ----------------------------------------------------------------------------------------- | ----------------------------------------------------------------------------------------- | ----------------------------------------------------------------------------------------- | ----------------------------------------------------------------------------------------- | ----------------------------------------------------------------------------------------- | ----------------------------------------------------------------------------------------- | ----------------------------------------------------------------------------------------- | ----------------------------------------------------------------------------------------- |
| Temp. máx. abs. (°C)                                                                      | 31                                                                                        | 35                                                                                        | 38                                                                                        | 39                                                                                        | 42                                                                                        | 44                                                                                        | 41                                                                                        | 39                                                                                        | 40                                                                                        | 39                                                                                        | 38                                                                                        | 30                                                                                        | 44                                                                                        |
| Temp. máx. media (°C)                                                                     | 20.1                                                                                      | 23.6                                                                                      | 27.2                                                                                      | 30.8                                                                                      | 34.5                                                                                      | 36.8                                                                                      | 34.3                                                                                      | 33.3                                                                                      | 31.4                                                                                      | 29.3                                                                                      | 25.0                                                                                      | 20.6                                                                                      | 28.9                                                                                      |
| Temp. media (°C)                                                                          | 11.3                                                                                      | 14.2                                                                                      | 17.5                                                                                      | 21.3                                                                                      | 25.4                                                                                      | 28.5                                                                                      | 27.1                                                                                      | 26.3                                                                                      | 24.3                                                                                      | 20.7                                                                                      | 15.5                                                                                      | 11.8                                                                                      | 20.3                                                                                      |
| Temp. mín. media (°C)                                                                     | 2.6                                                                                       | 4.9                                                                                       | 7.8                                                                                       | 11.7                                                                                      | 16.3                                                                                      | 20.2                                                                                      | 19.9                                                                                      | 19.2                                                                                      | 17.1                                                                                      | 12.1                                                                                      | 6.0                                                                                       | 3.1                                                                                       | 11.7                                                                                      |
| Temp. mín. abs. (°C)                                                                      | -6                                                                                        | -10                                                                                       | -2                                                                                        | 1                                                                                         | 1                                                                                         | 12                                                                                        | 13                                                                                        | 14                                                                                        | 8                                                                                         | -1                                                                                        | -6                                                                                        | -10                                                                                       | -10                                                                                       |
| Precipitación total (mm)                                                                  | 8.2                                                                                       | 4.3                                                                                       | 5.8                                                                                       | 4.8                                                                                       | 14.5                                                                                      | 27.7                                                                                      | 72.6                                                                                      | 56.3                                                                                      | 56.5                                                                                      | 23.0                                                                                      | 10.2                                                                                      | 7.7                                                                                       | 291.6                                                                                     |
| Fuente: Servicio Meteorológico Nacional                                                   |                                                                                           |                                                                                           |                                                                                           |                                                                                           |                                                                                           |                                                                                           |                                                                                           |                                                                                           |                                                                                           |                                                                                           |                                                                                           |                                                                                           |                                                                                           |

#### Acontecimientos meteorológicos extraordinarios

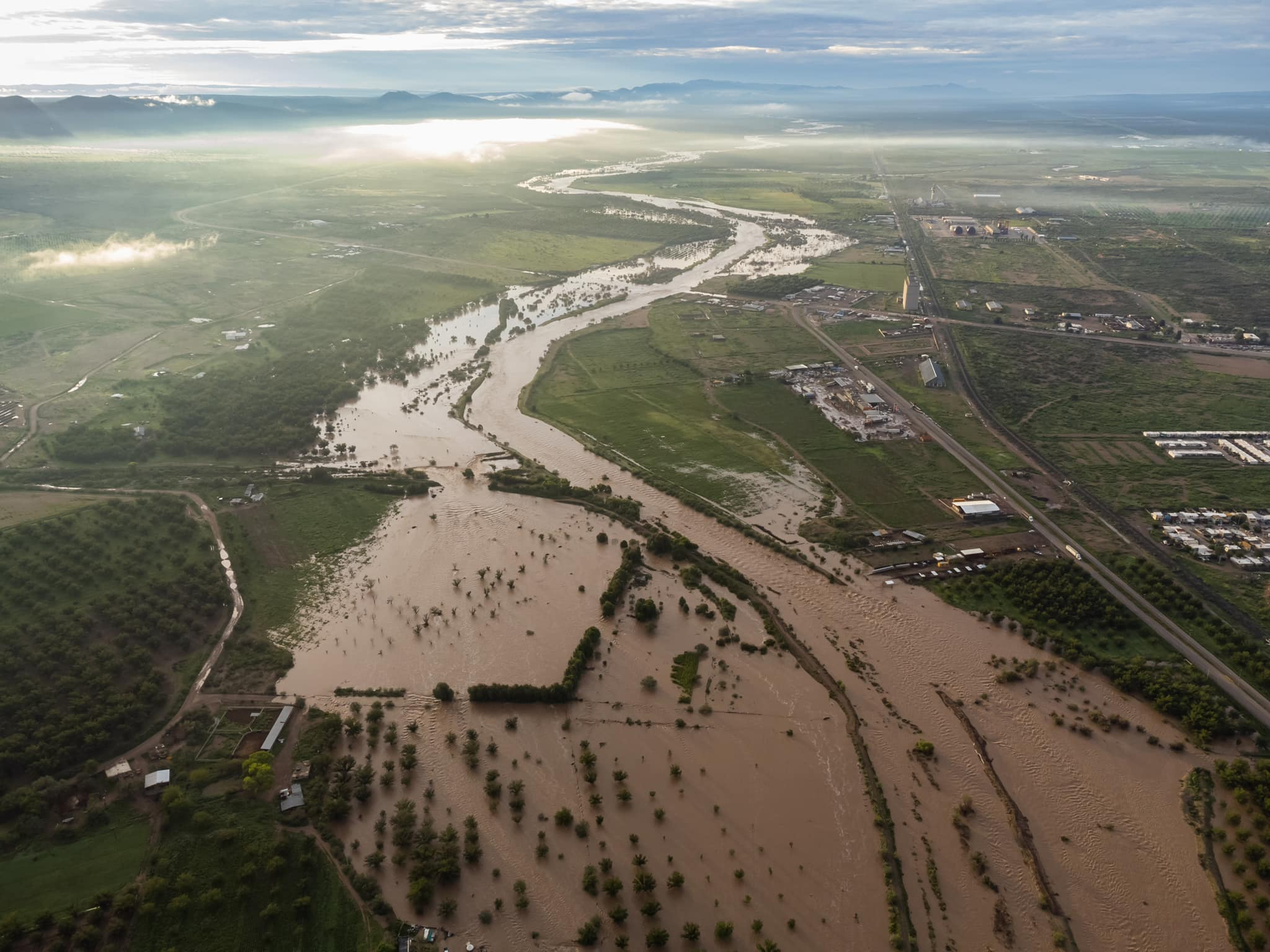
Río Florido en Camargo 2022

Camargo ha sido golpeada por considerables y drásticos eventos climáticos que han afectado al socio-ecosistema, a continuación mostramos algunos de los acontecimientos ocurridos tan solo en los últimos 10 años:
- En la temporada de lluvias del 2008 la precipitación fue mayor de la normal esperada, casi 500 mm, causando el desbordamiento de la Presa La Boquilla e inundando miles de hectáreas en los valles de los ríos Conchos y Florido.
- Del 2 al 5 de febrero del 2011 una masa de aire polar impacto al estado de Chihuahua, las temperaturas llegaron hasta los 21 grados Celsius bajo cero en la región, esto paralizó los servicios y actividades en general.
- Una sequía extrema durante dos años (2011-2012), la sequía más aguda en los últimos 50 años, causó graves efectos en la ganadería y agricultura de temporal, se perdieron cultivos de maíz y frijol, traducido esto en desastres sociales.[19]
- En mayo de 2012 una tormenta de arena cubrió la ciudad por varias horas, causando apagones en distintos puntos.
- En julio de 2017 un tornado dejó un total de veinte viviendas afectadas, una escuela primaria con techos levantados y daños en el área de computadoras, decenas de viviendas se quedaron sin el servicio eléctrico debido a la caída de postes de la CFE y árboles derribados, uno de ellos sobre una vivienda, en la comunidad de Maravillas.
- Durante el 2019-2021 una sequía extraordinaria afectó el campo camarguense, aunado a eso las presas de la región bajaron sus niveles de agua y disminuyeron las cantidades de agua de riego que llegaban a los cultivos.
- El 2022 fue un año atípico en cuanto a la lluvia, el río Florido desbordo provocando inundaciones en  miles de hectáreas e incomunicando a diferentes comunidades como Los Reyes y Ortegueño.

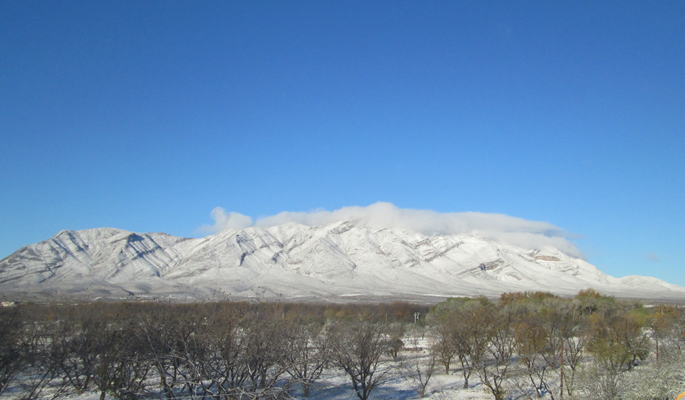
Sierra Santa Rosalía (2000 m s. n. m.) en invierno.

## Biodiversidad

### Flora
Es predominantemente un desierto de matorrales y pastizales. Entre las especies que destacan están el creosote, gobernadora o hediondilla (Larrea tridentata) y el hojasén o yerba del hule (Flourensia cernua), que es una especie característica y se le encuentra más dispersa, aunque puede llegar a cubrir áreas extensas bajo determinadas condiciones de humedad y suelo. Otras plantas del territorio incluyen arbustos como el chamizo o costilla de vaca (Atriplex canescens), la mariola o guayule (Parthenium incanum), y el mezquite dulce (Prosopis glandulosa). De igual forma existen suculentas, como algunas cactáceas de pequeñas a medianas, tales como la cholla (Cylindropuntia imbricata), yucas o palmitas (Yucca elata, Yucca torreyi), y agaves tales como la lechuguilla (Agave lechuguilla), característica de este desierto. Las plantas de pastizales también son comunes, como la navajita negra (Bouteloua eriopoda) y el toboso común o zacate galleta (Hilaria mutica). Otro tipo de plantas comunes son el ocotillo (Fouquieria spendens), el sotol (Dasylirion sp.), la biznaga de agua o cacto de barril (Ferocactus wislizenii), y el peyote (Lophophora williamsii).

### Fauna
Algunos animales típicos son el conejo del desierto (Sylvilagus audubonii); la liebre de California (Lepus californicus); el ratón de cactus (Peromyscus eremicus); el zorro veloz (Vulpes velox); la ratona o matraca desértica (Campylorhynchos brunneicapillus); el correcaminos norteño (Geococcyx californianus); la serpiente de cascabel del Mojave (Crotalus scutulatus); la culebra chirrionera (Masticophis flagellum); el huico de Nuevo México o lagartija cola de látigo (Cnemidophorus neomexicanus); el sapo manchado (Bufo punctatus); la salamandra tigre (Ambystoma tigrinum); la rata de maderas (Neotoma albigula); el murciélago pálido (Antrozous pallidus); el coyote (Canis latrans); el lobo gris mexicano (Canis lupus baileyi); el zorrillo encapuchado (Mephitis macroura); el gato montés (Lynx rufus);, ciervo mulo o venado bura (Odocoileus hemionus). león de montaña (puma concolor) y oso negro (Ursus americanus).

Fauna y flora de Camargo
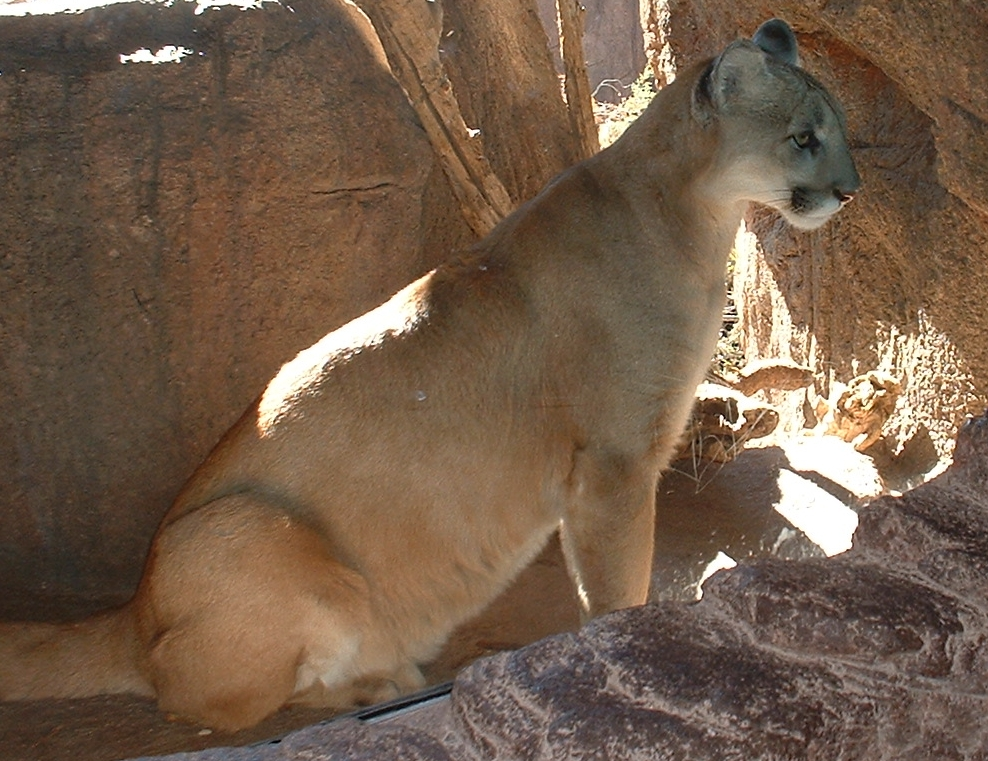
Felis concolor
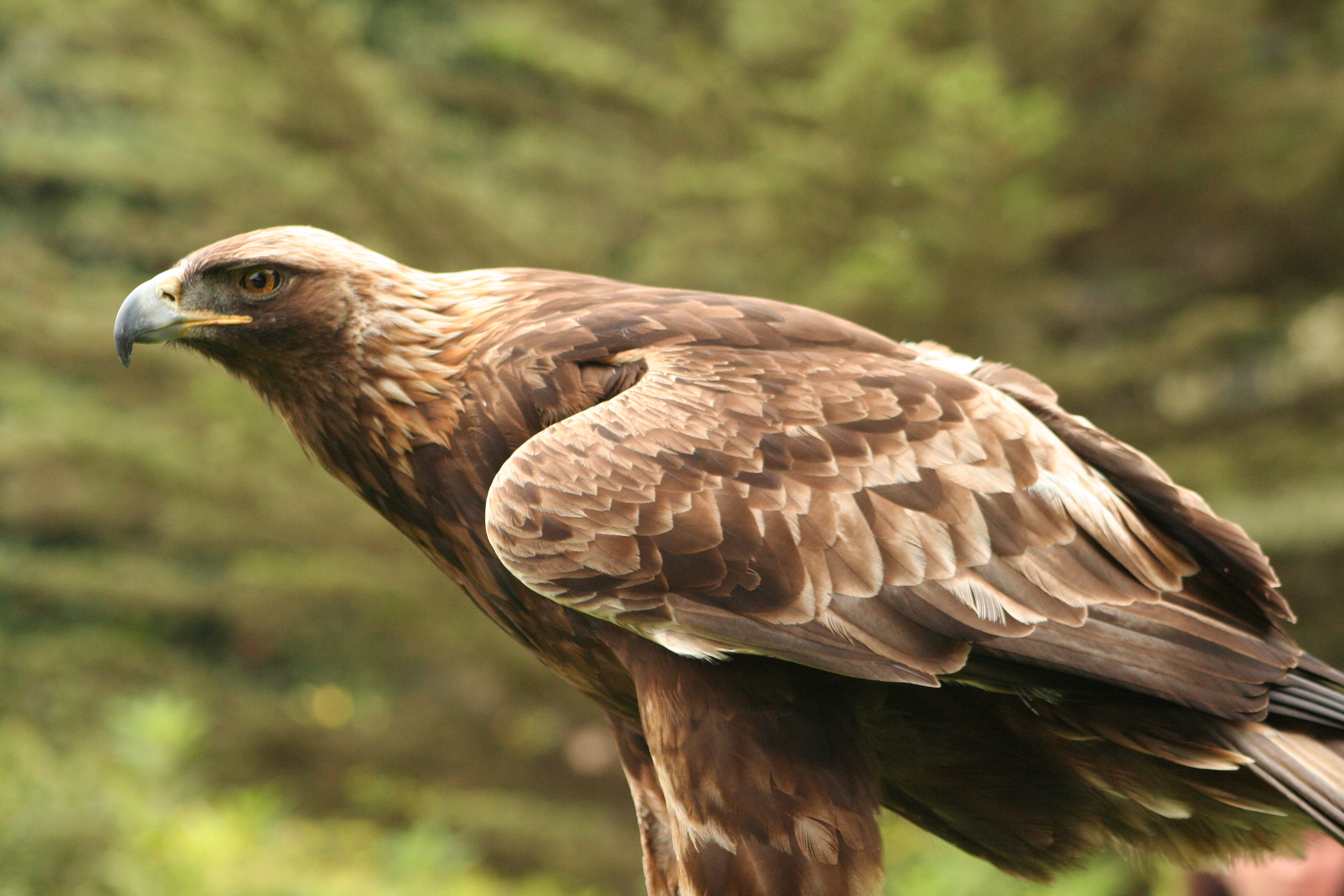
Aquila chrysaetos
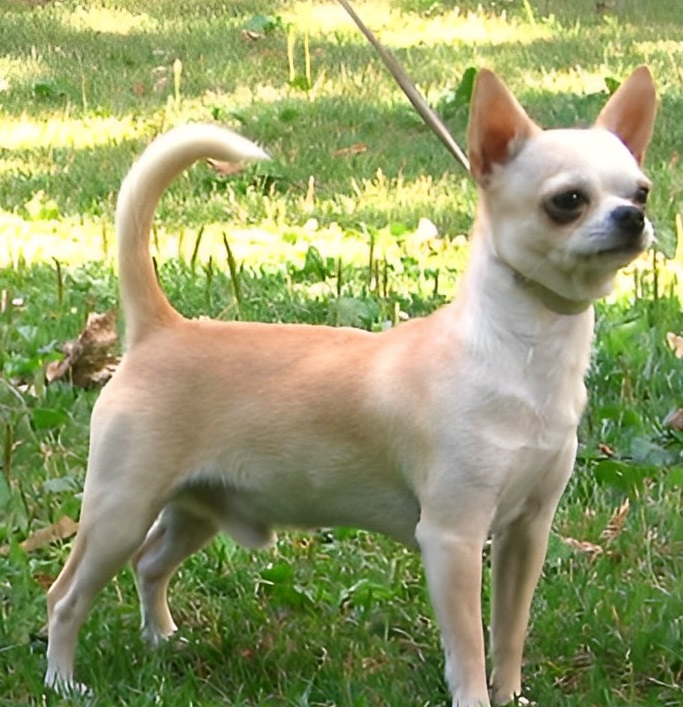
Chihuahueño
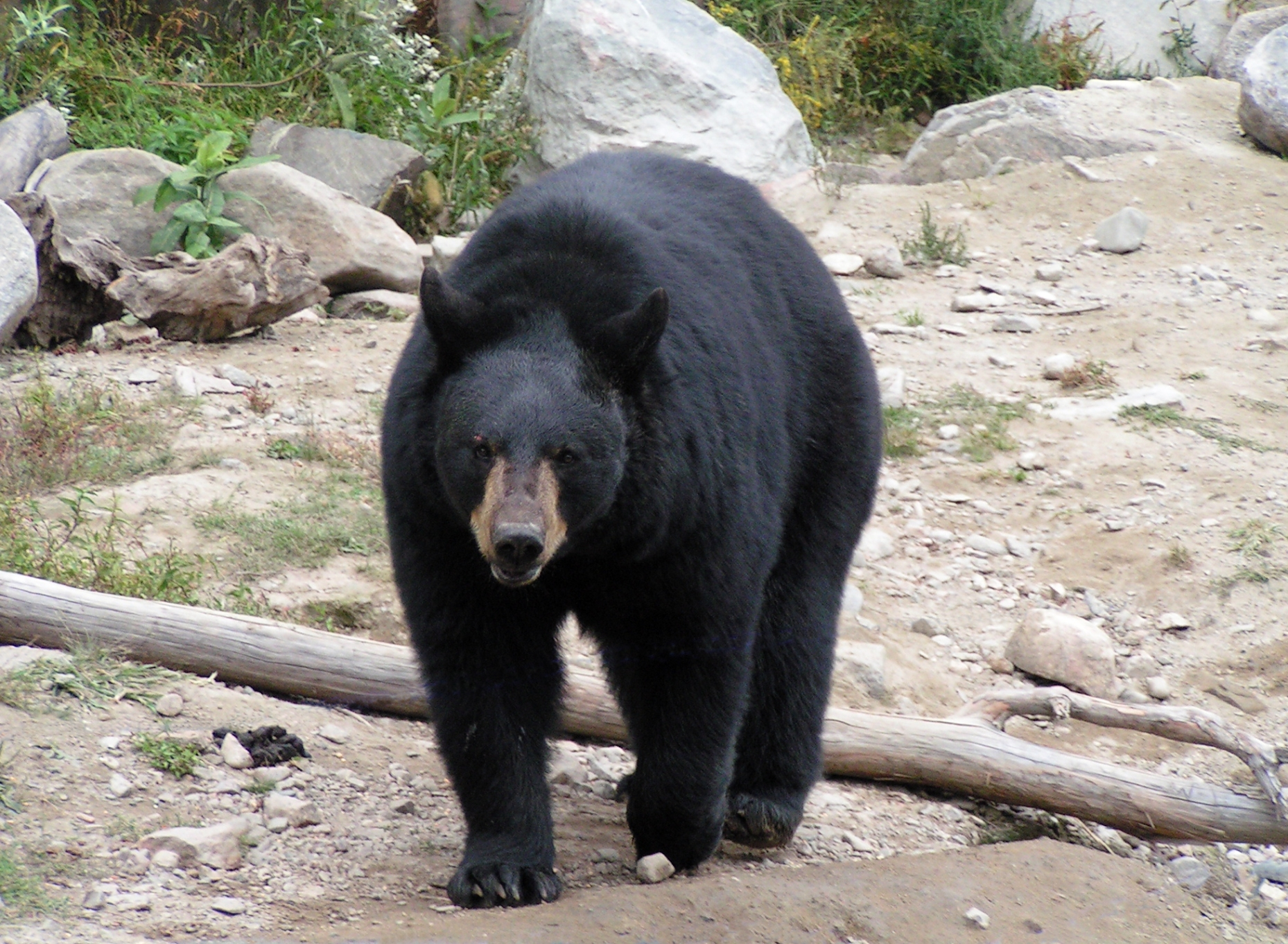
Ursus americanus
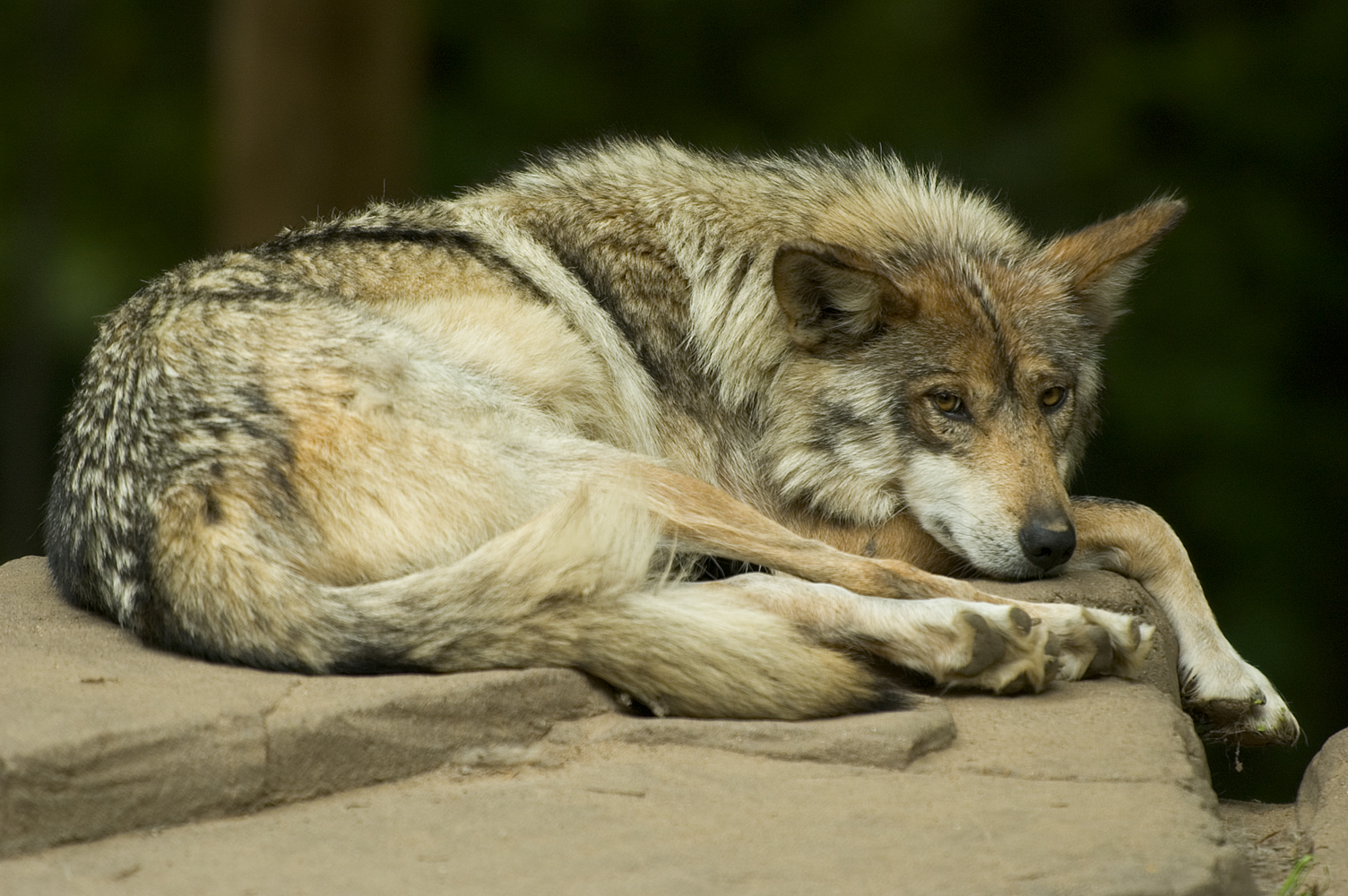
Canis lupus baileyi
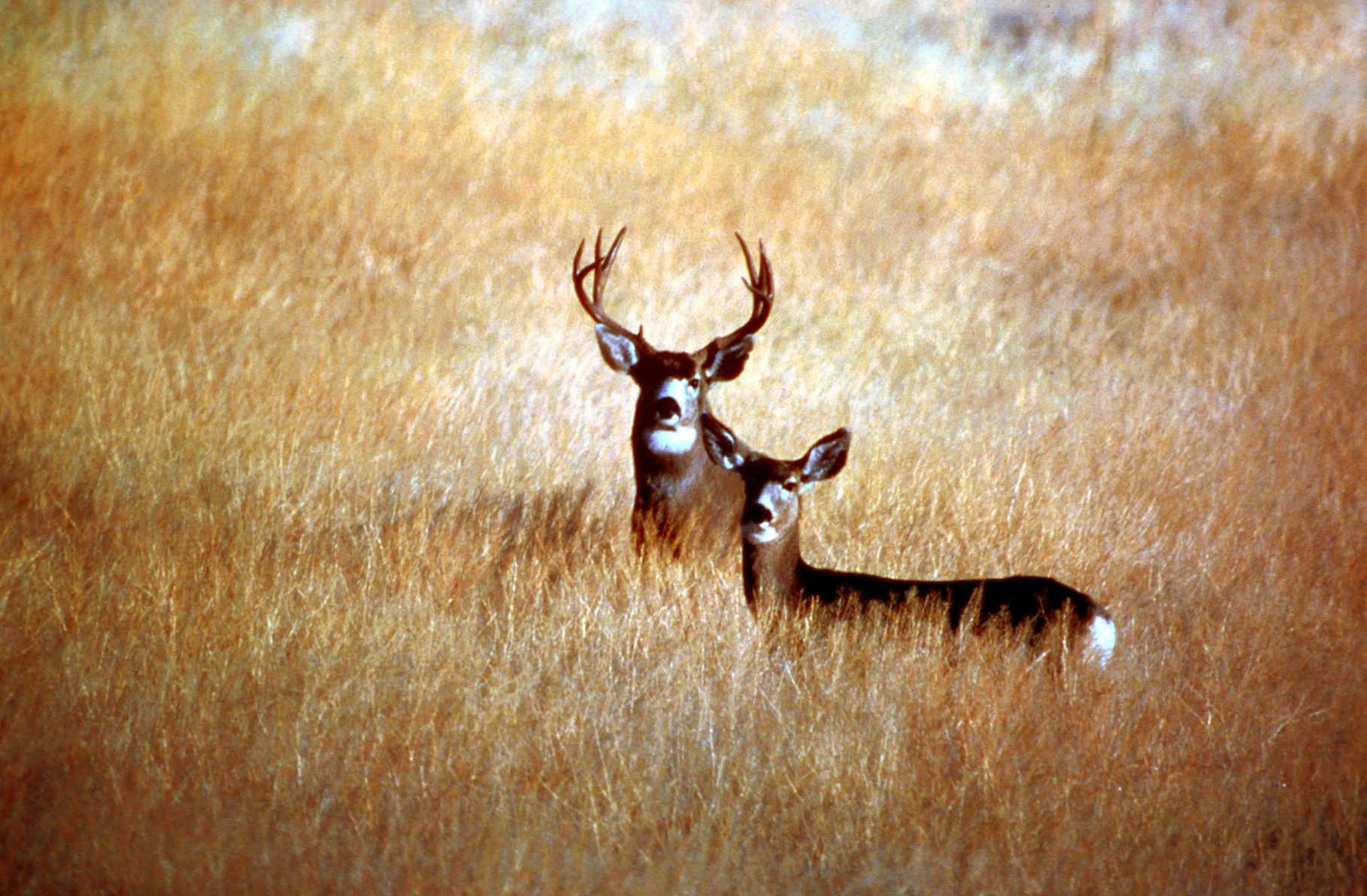
Odocoileus hemionus
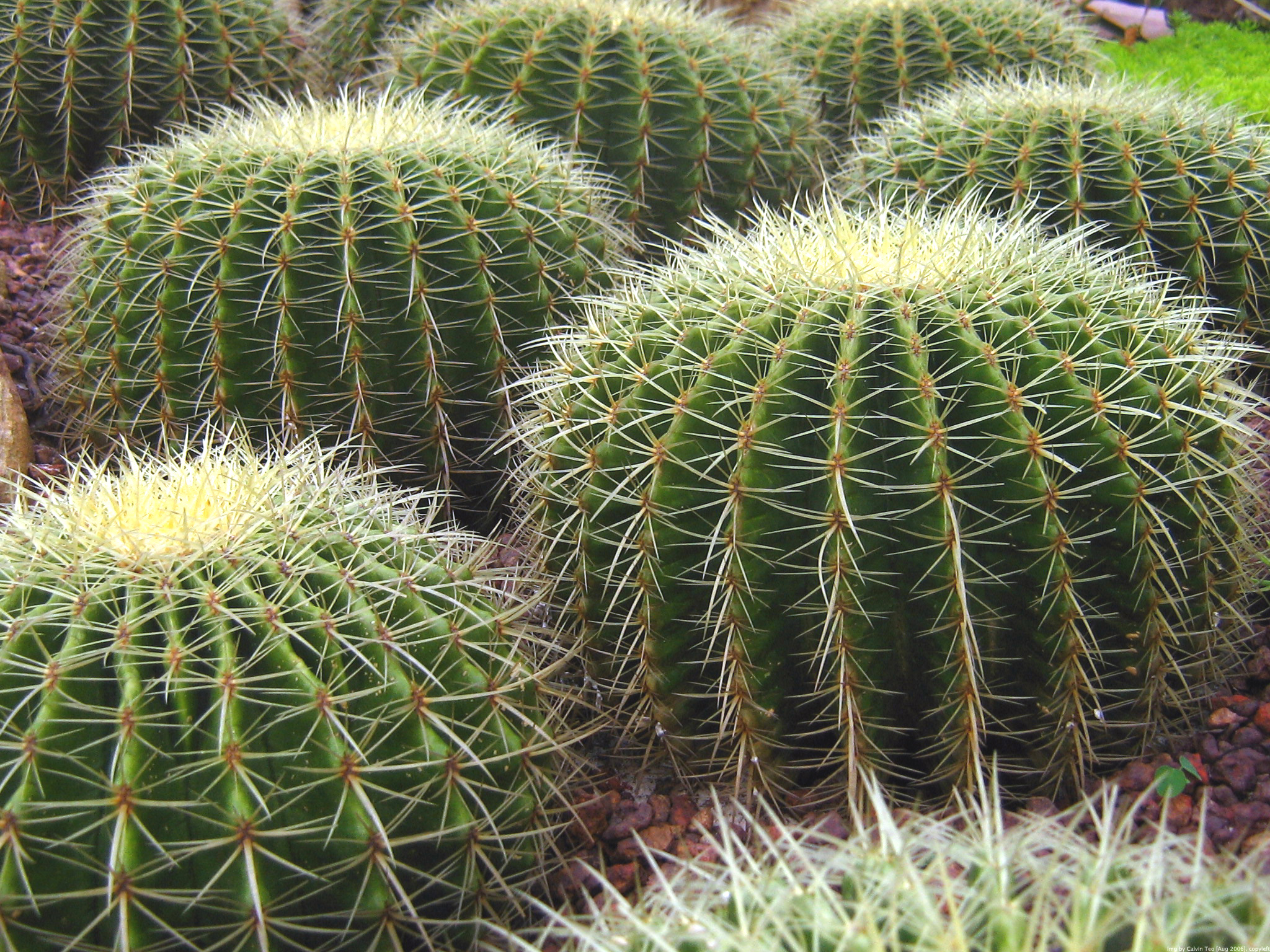
Kroenleinia grusonii
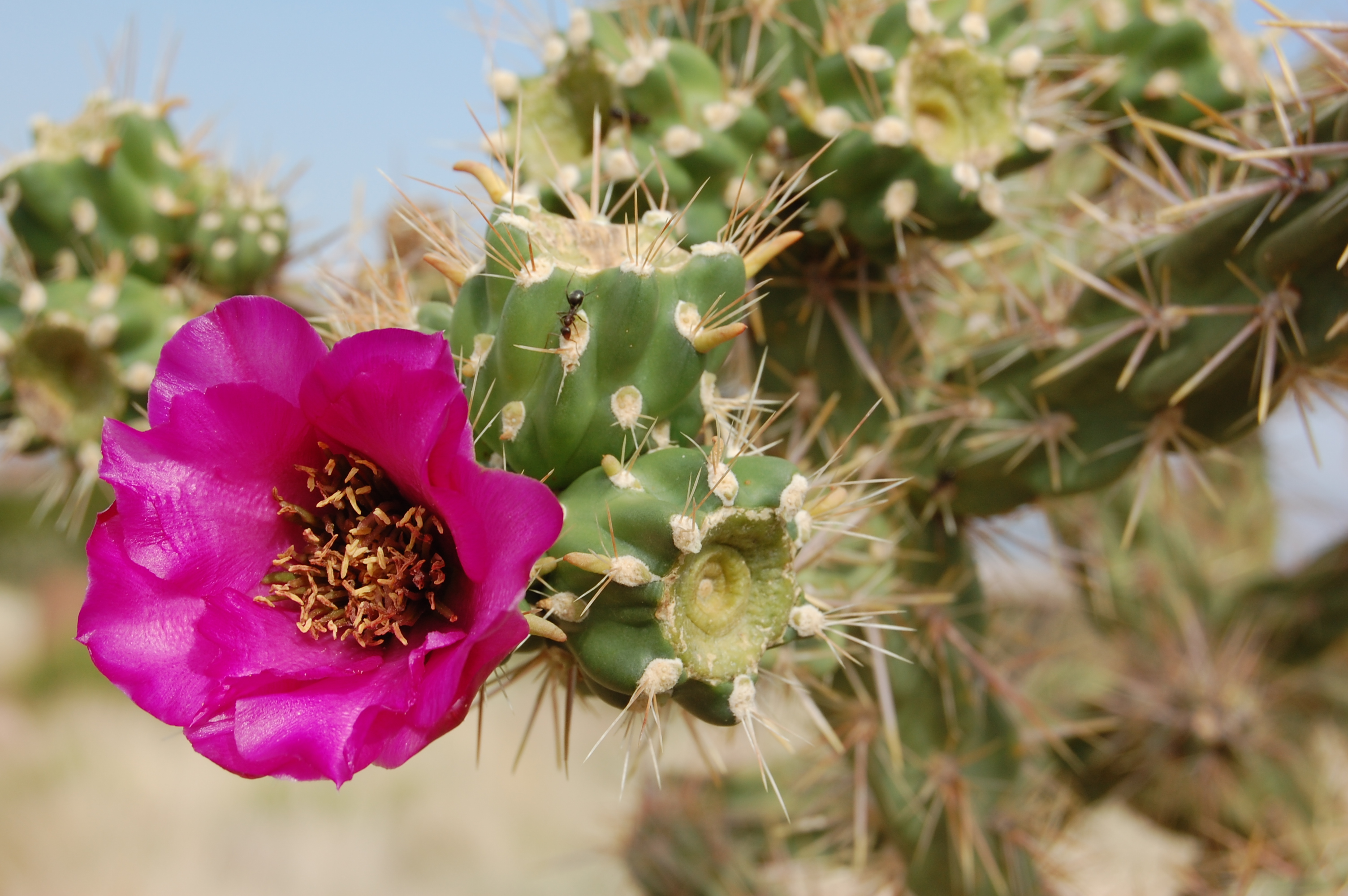
Cylindropuntia imbricata
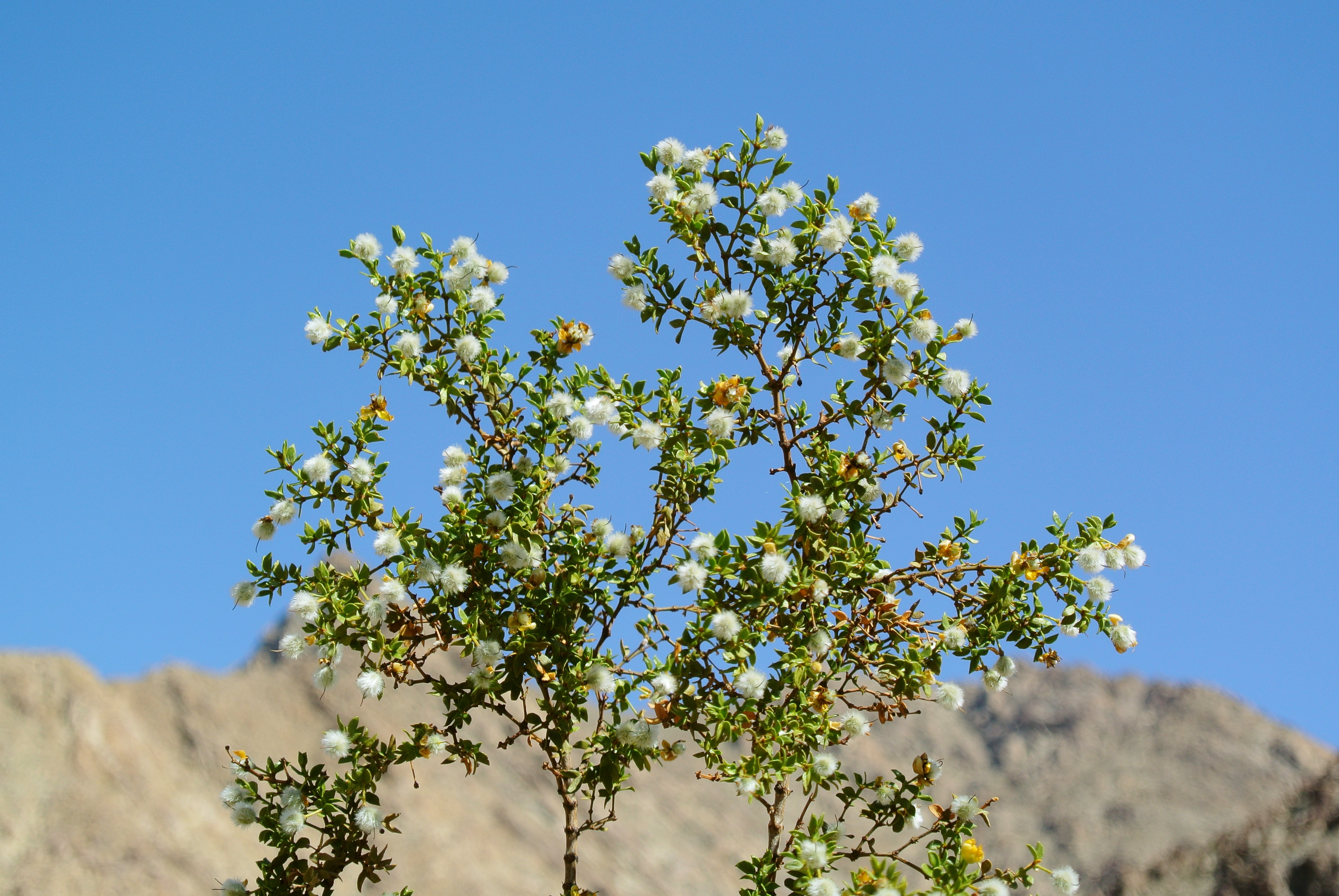
Larrea tridentata
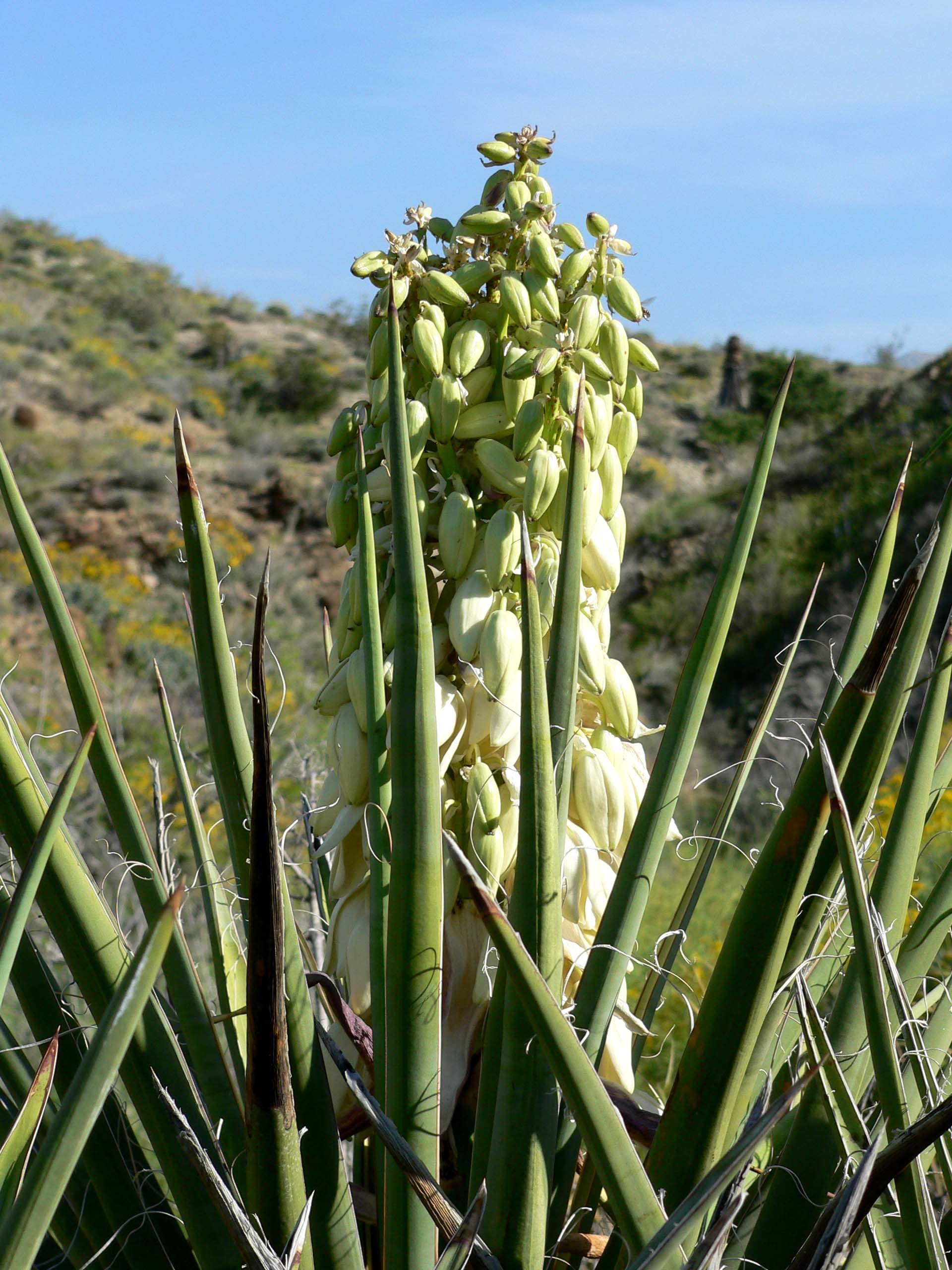
Yucca schidigera
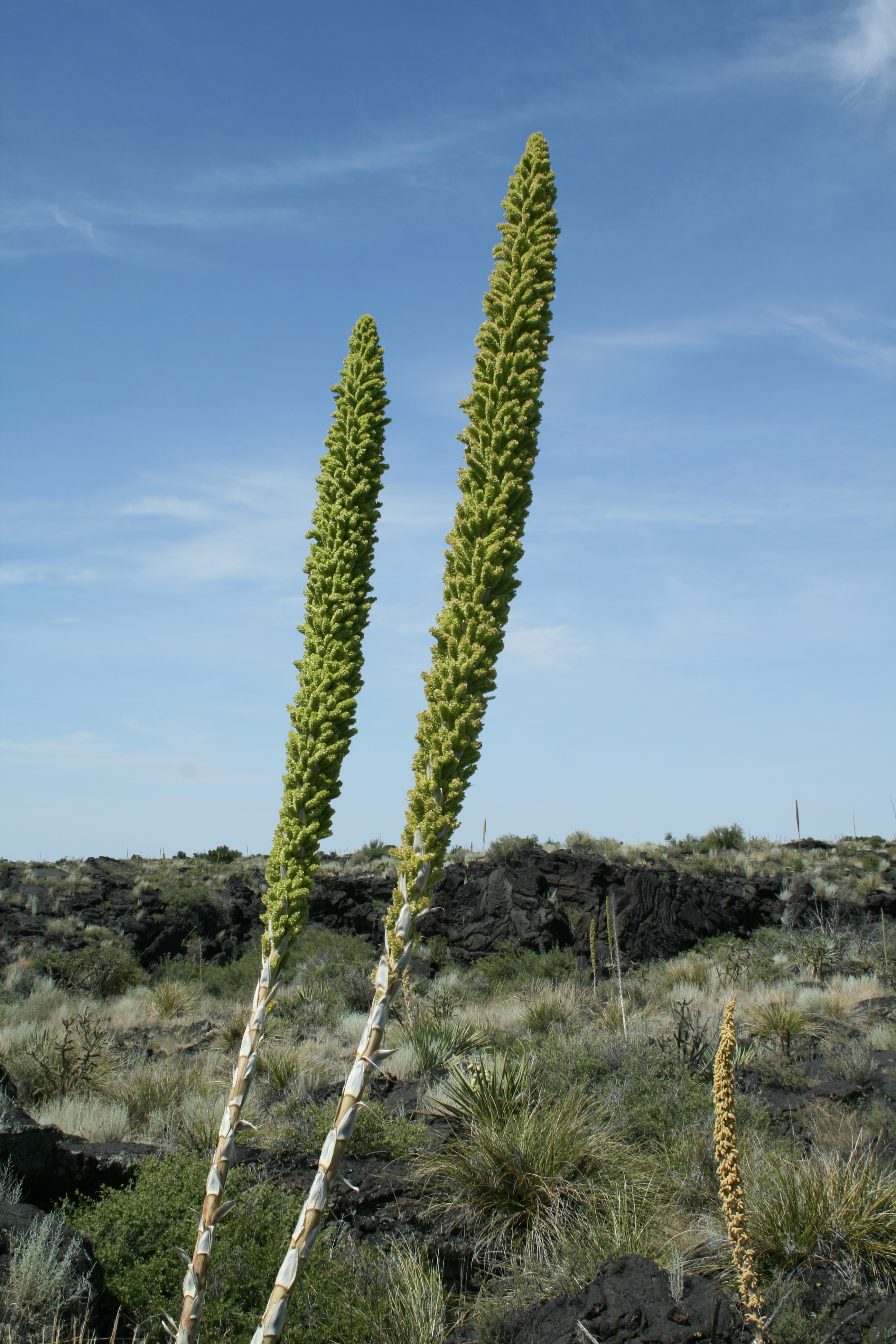
Dasylirion
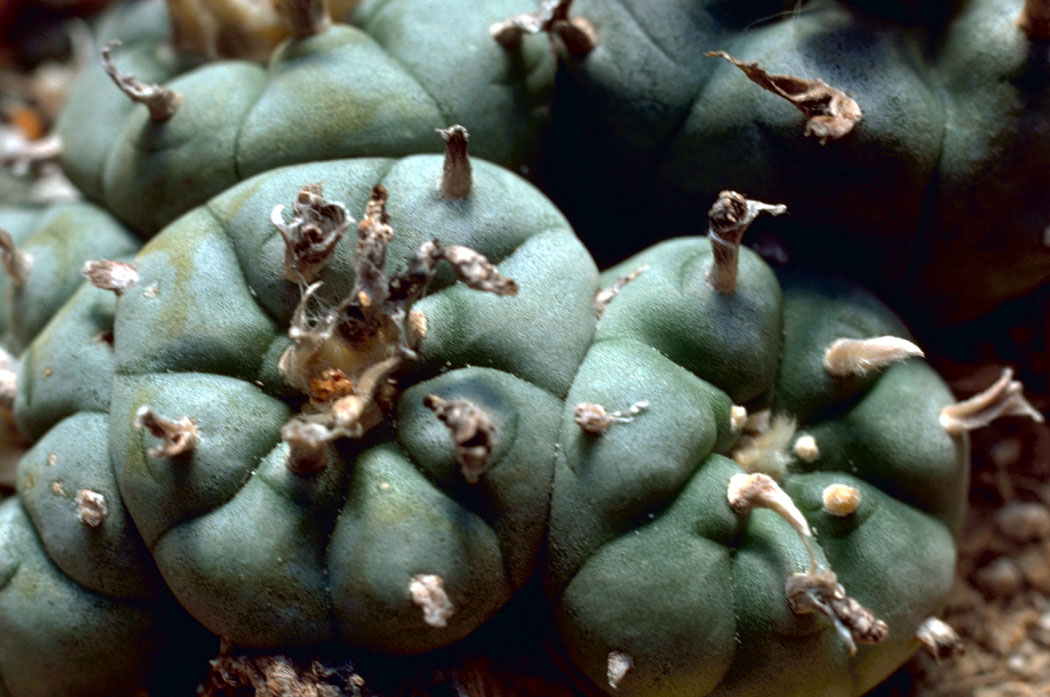
Lophophora williamsii

## Demografía
Según la encuesta intercensal 2015 realizado por el Instituto Nacional de Estadística y Geografía, la población del municipio de Camargo es 51,572 habitantes, de los cuales 25,129 son hombres y 26,443 son mujeres.

### Indicadores sociodemográficos
| INDICADOR                                                                            | CAMARGO (MUNICIPIO) | CHIHUAHUA (ESTADO) |
| ------------------------------------------------------------------------------------ | ------------------- | ------------------ |
| Población total, 2010                                                                | 48,748              | 3,406,465          |
| Total de hogares y viviendas particulares habitadas, 2010                            | 13,516              | 910,647            |
| Tamaño promedio de los hogares (personas). 2010                                      | 3.6                 | 3.6                |
| Hogares con jefatura femenina, 2010                                                  | 3,376               | 222,528            |
| Grado promedio de la escolaridad de la población de 15 o más años, 2010              | 8.6                 | 8.8                |
| Total de escuelas en educación básica y media superior, 2010                         | 93                  | 6,488              |
| Personal médico (personas), 2010                                                     | 105                 | 6,285              |
| Unidades médicas, 2010                                                               | 12                  | 575                |
| Número promedio de carencias para la población en situación de pobreza, 2010         | 1.8                 | 2.1                |
| Número promedio de carencias para la población en situación de pobreza extrema, 2010 | 3.5                 | 3.7                |

información del INEGI y CONEVAL

### Grupos étnicos
Los principales grupos étnicos de Camargo son:
Mestizos: su origen es de la cruza entre europeos; principalmente españoles, vascos, portugueses, italianos, indígenas y asiáticos.
Tarahumaras: son la principal etnia indígena, se denominan a sí mismos como Rarámuri que significa "de pies ligeros" en su lengua nativa, lo cual hace referencia a su particular habilidad de correr grandes distancias. Habitan en amplios sectores de la Sierra Madre Occidental, a la que se da localmente el nombre de Sierra Tarahumara, sin embargo, la inmigración por razones principalmente económicas han dado lugar a importantes asentamientos en la región llegando a contar con hasta 5000 jornaleros agrícolas. Los pobladores de la etnia rarámuri son bilingües.
Menonitas: De 100 000 menonitas de origen alemán que viven en México, unos 90 000 están establecidos en Chihuahua y de esos unos 1630 en Camargo; pertenecen a una comunidad endogámica, muy religiosa, de origen germánico, que emigró desde la provincia canadiense de Manitoba tras perder sus privilegios en medio de una campaña germanofóbica durante la Primera Guerra Mundial y luego de ser invitados a México por el gobierno de Álvaro Obregón que cubrió los gastos de traslado. Prácticamente la totalidad de la población se ocupa de labores agrícolas, destacando la producción de cereales, frutales y hortalizas. Asimismo, dominan la conserva de frutos y vegetales y el embutido de carnes frías, saladas y ahumadas. Por lo general hablan alemán bajo menonita, español, y una de las siguientes lenguas: alemán alto (alemán estándar o moderno), inglés o ruso.

### Religión
El porcentaje de las distintas religiones en Camargo es similar al que se registra en el ámbito estatal.
- Católica: 84.6 %[23]
- Protestante y evangélica: 7.1 %[24]
- Sin religión: 5.1 %[25]
- Bíblica no evangélica: 2.0 %[26]

En la ciudad se encuentran las parroquias católicas de Santa Rosalia, San Isidro Labrador y Nuestra Señora de Guadalupe, pertenecientes al decanato Santa Rosalia que a su vez pertenece a la Arquidiócesis de Chihuahua.

## Gobierno
Ciudad Camargo uno de los 67 municipios que integran el estado de Chihuahua, el gobierno del municipio le corresponde al ayuntamiento, que se encuentra compuesto por el presidente municipal, figura equivalente a la de alcalde, y el cabildo conformado por los regidores. El ayuntamiento es electo por un periodo de tres años que no son reelegibles para el periodo inmediato pero si de forma no continua.

### Representación legislativa

#### Local
- Distrito electoral local 20 de Chihuahua con cabecera en Camargo.

#### Federal
- Distrito electoral federal 5 de Chihuahua con cabecera en Delicias.[27]

### Presidentes municipales
| Presidente                     | Periodo   | Partido |
| ------------------------------ | --------- | ------- |
| Gonzalo L. Carrasco            | 1950-1951 |         |
| Rodolfo Basaneti               | 1951-1952 |         |
| José Martínez                  | 1953-1955 |         |
| Edmundo Porras                 | 1956-1959 |         |
| Rodolfo Basaneti               | 1959-1962 |         |
| Crisostomo Aguilar             | 1962-1965 |         |
| Jesús Sagarnaga Alarcón        | 1965-1968 |         |
| Luis Jaramillo Martínez        | 1868-1971 |         |
| Adolfo Rueda                   | 1971-1974 |         |
| Arturo Armendáriz Delgado      | 1974-1977 |         |
| Alberto Muñoz Martínez         | 1977-1980 |         |
| Primitivo Campos Gutiérrez     | 1980-1983 |         |
| Carlos Aguilar Camargo         | 1983-1986 |         |
| Gustavo Deandar García         | 1986-1989 |         |
| Rafael Acosta Lara             | 1989-1992 |         |
| Carlos Aguilar Camargo         | 1992-1995 |         |
| Ignacio Arrieta Aragón         | 1995-1998 |         |
| Jesús García Villareal         | 1998-2001 |         |
| Genaro Solís González          | 2001-2004 |         |
| Manuel Acosta Lara             | 2004-2007 |         |
| Genaro Solís González          | 2007-2010 |         |
| Arturo Zubía Fernández         | 2010-2013 |         |
| Jesús José Sáenz Gabaldón      | 2013-2016 |         |
| Arturo Zubía Fernández         | 2016-2021 |         |
| Jorge Alejandro Aldana Aguilar | 2021-2024 |         |
| Jorge Alejandro Aldana Aguilar | 2024-2027 |         |

## Educación y sanidad

### Instituciones de educación superior
Cuenta con varios centros de educación superior tales como la Universidad Pedagógica Nacional del Estado de Chihuahua (UPNECH), Facultad de Contaduría y Administración de la Universidad Autónoma de Chihuahua, la Universidad Tecnológica de Camargo (UTCam), el Centro Cultural Universitario (CCU), un campus virtual del Instituto Tecnológico de Ciudad Juárez, y la Escuela Técnica de Enfermería "José Pablo Meouchi". Asimismo, cuenta con tres instituciones de bachillerato: el Centro de Bachillerato Tecnológico Industrial y de Servicios número 143 (CBTis #143),  el Colegio de Bachilleres del Estado de Chihuahua plantel número 15 y preparatoria Universidad La Salle.

### Salud
La atención a la salud es prestada en el municipio por la Secretaría de Salud del Gobierno del Estado, el Instituto Mexicano del Seguro Social IMSS, por empresas privadas y la Cruz Roja. El renglón de bienestar social es atendido en sus diferentes vertientes por el Sistema Nacional para el Desarrollo Integral de la Familia (SNDIF o simplemente DIF) a través del Comité Municipal.
Unidades Médicas en Servicio (Hospitales, sanatorios y clínicas):
- Hospital regional
- IMSS
- ISSSTE
- Clínica Santa Clara
- Centro médico de especialidades Del Conchos
- Centro de salud del seguro popular
- Servicios de salud de Chihuahua
- Clínica veterinaria Mundo Animal

## Sector agropecuario
El sector agropecuario en la región de Camargo es de contrastes, pues por un lado se tienen productores con alto nivel de tecnificación y crecimiento, y por otro hay una gran cantidad de pequeños productores que se enfrentan a un reducido número de compradores y oferentes de servicios básicos de producción.
De la superficie destinada a la actividad agropecuaria, 30 % es ejidal y 70 % corresponde a pequeña propiedad, con una superficie promedio de 6.3 y 10.5 hectáreas, respectivamente.
Por su clima seco, casi la totalidad de la agricultura de la región es de riego, para el 2009 fue de 11 297 hectáreas.
Cuenta con un padrón de 12 cultivos principales, entre los que destacan trigo, soya, maíz forrajero, cebolla, chile jalapeño, cacahuate, alfalfa, maíz para grano, algodón, nogal, sorgo y sandía, cuyas extensiones tienden a incrementarse por la estabilidad de los precios y la instrumentación de contratos previos de venta.
Vale mencionar que en maíz, los productores menonitas de los campos conocidos como “Los Cienes” se han hecho famosos a nivel nacional por los altos índices de rendimiento conseguidos por unidad de superficie, al alcanzar hasta 14 toneladas por hectárea. Contribuyen con alrededor de 400 mil toneladas anuales a la oferta nacional de maíz.

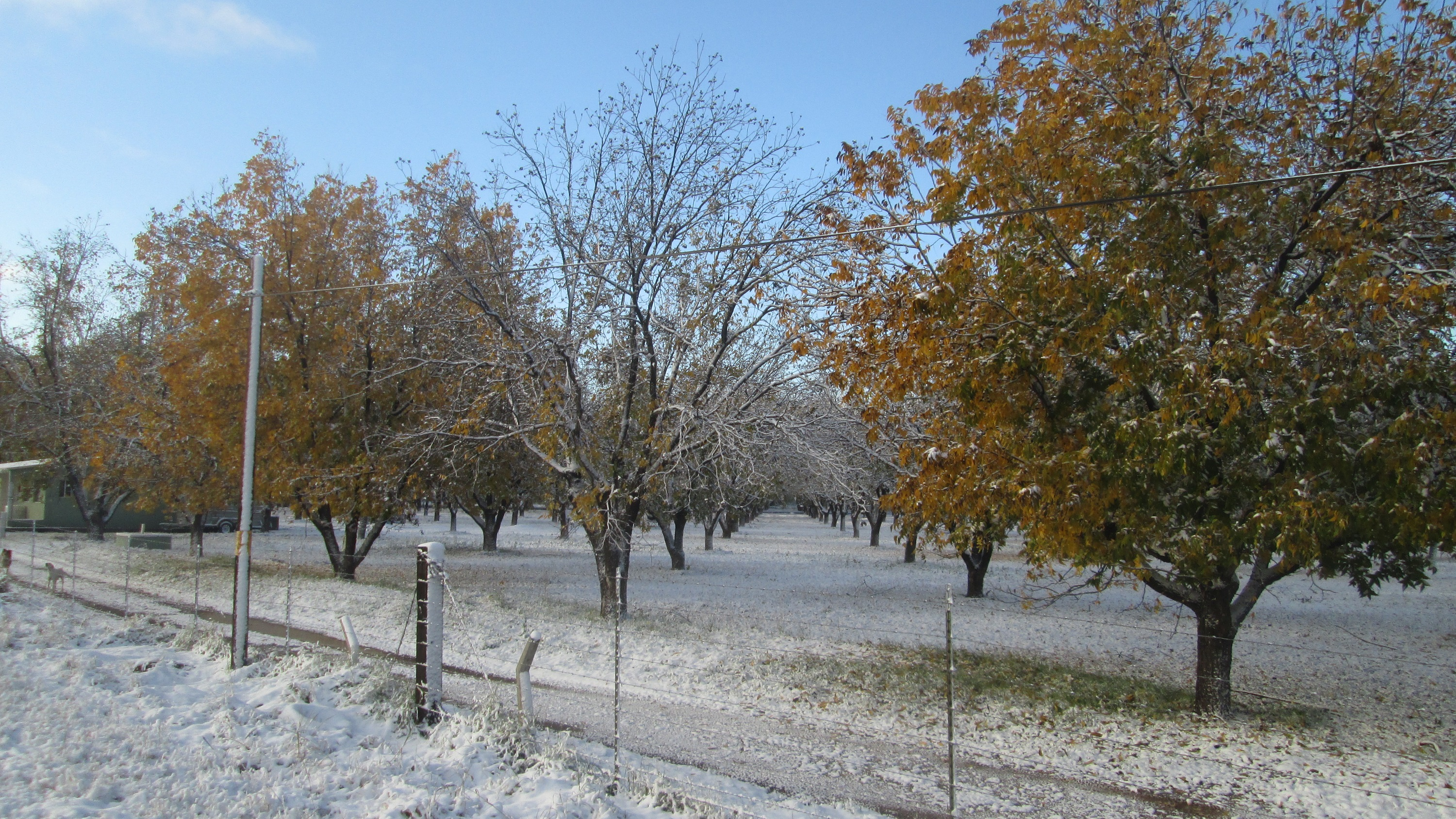
Huerta nogalera.

Con base en datos del SIPA-Sagarpa, el municipio de Camargo encabeza la producción de nuez en el estado de Chihuahua, reportando una superficie sembrada de nogal de 4385 hectáreas.
Camargo también es conocida como la capital mundial del chile chipotle, aquí se producen más de 11 000 toneladas, lo que lo hace el principal productor, además la elaboración de este producto es artesanal y único, con lo que productores han intentado establecer una denominación de origen.
La superficie destinada a la ganadería de pastoreo se desarrolla en un agostadero muy deficiente, con un índice de capacidad animal calculado en 19.5 hectáreas por cabeza.

## Medios de comunicación

### Internet
La ciudad cuenta con servicio de internet dado por Izzi Telecom y Telmex.

### Televisión de paga
La ciudad cuenta con los servicios de SKY México, Dish México, Cablemás e Izzi Telecom.

### Televisión abierta
| Estación  | TDT | Subcanal               | Grupo televisivo / Dependencia | Notas                                                |
| --------- | --- | ---------------------- | ------------------------------ | ---------------------------------------------------- |
| XHCGJ-TDT | 21  | 7.1 HD - Azteca 7      | TV Azteca                      | •                                                    |
| XHCHC-TDT | 46  | 2.1 HD - Las Estrellas | Televimex                      | •                                                    |
| XHCDE-TDT | •   | 5.1 HD - Canal 5       | Televisa                       | Complementaria de la estación XHCDE-TDT de Delicias. |
| •         | 27  | •                      | Cadena Tres                    | •                                                    |

### Estaciones de radio
Frecuencia Modulada
| Frecuencia MHz | Estación  | Nombre      | Ubicación del transmisor | Potencia kW | Operador | Notas |
| 97.5           | XHFAMA-FM | LA GRANDOTA | González Ortega          | 50.0        | ¿?       |       |
| 102.9          | XHCRG-AM  | Super FM    | 967 Comonfort            | 50.0        | ¿?       |       |
| 96.1           | XHEOH-FM  | LA JEFA     | Mariano Negrete 8        | 25.0        | ¿?       |       |

## Parque solar fotovoltaico
El parque, que conecta con la subestación de Camargo II, está integrado por 113 000 paneles que se extienden sobre una superficie de 90 hectáreas.

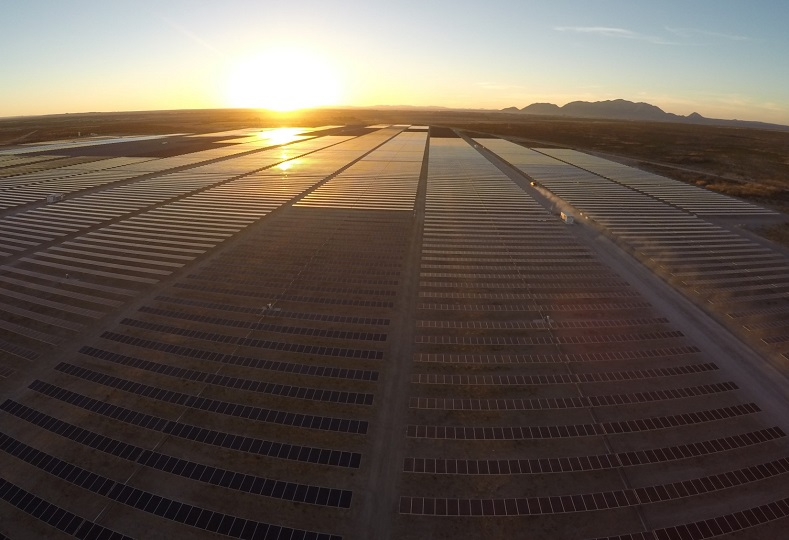
Paneles solares en Camargo.

La instalación solar, que tiene una capacidad instalada de 35.5 MWp (megavatios pico), genera 83 000 MWh (megavatios hora) al año, equivalente al consumo eléctrico de más de 30 000 hogares, además de evitar la emisión de más de 60 000 toneladas de CO2 (dióxido de carbono) a la atmósfera cada año. El objetivo de esta instalación es producir energía limpia renovable al menos durante los próximos 25 o 30 años.

## Cultura y vida contemporánea

### Turismo

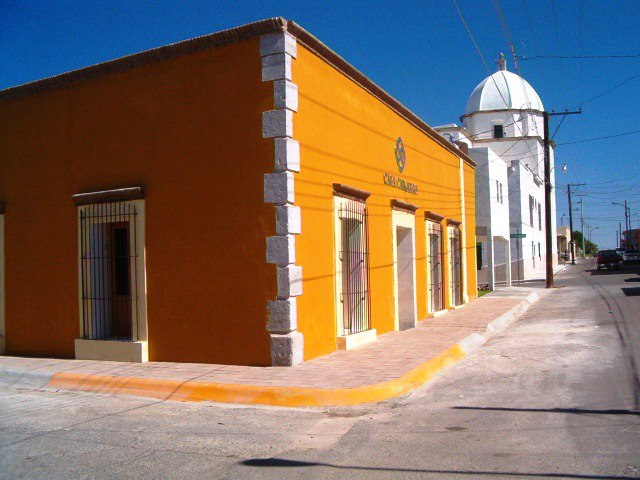
Museo Casa Camargo.

El turismo es una de las actividades más importantes de esta región, conocida como la Perla del Conchos, donde dada su situación geográfica y su generosa riqueza humana y natural, permite a sus visitantes disfrutar de una pequeña ciudad que lo tiene todo; templos parroquiales, plazas, jardines, parques, monumentos y lugares históricos.
Algunos lugares emblemáticos de la ciudad son:
Parroquia de Santa Rosalía
Es el símbolo que distingue a la ciudad. Es uno de los ocho edificios considerados oficialmente como monumento histórico.
La construcción del actual templo de Santa Rosalía, data del 18 de febrero de 1832. También destacan los Templos Parroquiales de San Isidro Labrador y el Santuario de Guadalupe.
Plaza Juárez
Desde la fundación de Camargo se designó un lugar para que lo ocupara una plazuela que hoy es la  “Plaza Benito Juárez”, la cual se conocía como  “Plaza San Fernando” nombre que llevó hasta 1857 en que por decreto Presidencial, las plazas presidenciales en toda la república, deberían de llevar el nombre de “Plaza de la Constitución” debido a la firma de la Constitución el 5 de febrero de dicho año. Hoy por hoy dicha plaza, es el lugar preferido para los paseos dominicales.
Reloj Público
Este reloj se compró en la Ciudad de México. La torre es de cantera de origen zacatecano, fue seleccionada de acuerdo con el clima de esta ciudad. La obra se terminó de construir el 1 de junio de 1892 y se inauguró el 24 de julio del mismo año. El reloj tiene una complicada combinación de engranes de bronce para marcar el paso de las horas a minutos y segundos, tiene tres manivelas para dar cuerda al tiempo. Una para el tiempo de las horas, otra para las medias horas y otra para el cuarto de hora.
Plaza Hidalgo
La plaza ha sido testigo de innumerables acontecimientos ocurridos a través del tiempo, durante muchísimos años dicha plaza fue el marco para celebrar las fiestas patronales, así mismo donde ocurrieron hechos sangrientos como el ahorcamiento de algunos hombres utilizando para esto el monumento central. También fue testigo, el 3 de mayo de 1936, de un lamentable suceso en el cual 
perdieron la vida algunos camarguenses. A pesar de todo, es uno de los lugares favoritos de los habitantes de la Perla del Conchos.
Mercado Abraham González
Fue hasta el año 1912 en que se designó un lugar para la construcción de un mercado público. Se encuentra entre las calles del Comercio (Guerrero) de la Republiquita (González Ortega) del Descanso (Jiménez) y del Espíritu Santo (Comonfort).
Hotel Hidalgo
Este edificio es considerado monumento histórico, fue construido como un hotel de lujo por el empresario Don Pablo Ginther. El hotel contaba con restaurante, casino, boliche, barbería, baños de vapor y cocheras. En épocas recientes, una parte del edificio fue acondicionado para que funcionara como el Hotel Hidalgo. Sus amplios jardines fueron escenario para la celebración de las fiestas de la alta sociedad camarguense; su concha acústica y su quiosco sirvieron de escenario para las grandes orquestas de la época. Se dice que era el lugar preferido del general Francisco Villa cuando pernoctaba en Camargo. El Teatro Hidalgo estuvo activo hasta 1940, nuestros abuelos disfrutaron de las primeras películas, -del cine mudo ambientado con piano, poco antes de que fuera inaugurado el Cine Alcázar.
Estación de Ferrocarril
La construcción de la estación se termina en 1889 y durante muchísimos años fue el centro de reunión de un sinfín de camarguenses, ya que durante la llegada de los trenes, principalmente los de pasajeros, la gente se arremolinaba para despedir o recibir a sus familiares.
Presidencia Municipal
En el año 1890 a la primera construcción del palacio de gobierno municipal, la cual constaba de una sola planta, se llevaron a cabo mejoras para agregarle como parte del edificio, el actual Reloj Público. En el año 1904 desgraciadamente sufrió un incendio, perdiendo parte de ella. Pero para el año 1905 ya se contaba nuevamente con un palacio municipal, el cual fue modificado en 1942.
Murales de la Presidencia Municipal
Se encuentran en el patio central del edificio que alberga la Presidencia Municipal, mismos que fueron pintados en 1974-1977 por el muralista camarguense Ismael Bejarano.
Hacienda La Enramada
Fundada en 1736 por Joseph de Berroterán, capitán del presidio de San Francisco de Conchos, en las riveras del río Florido, cabe destacar la capilla de San Antonio de Pauda. En la zona aún se conserva una iglesia con espadaña en la fachada, así como un rancho. En el interior de la iglesia, mirando a la nave central existe una piedra con una inscripción: ¨Carlos Villora y Gonzales, nació en Arcentales, Vizcaya, España, 4 de noviembre de 1855. La fecha de su muerte es el 12 de septiembre de 1893.
Otros puntos de interés
En la entrada norte de Cd. Camargo se encuentra el monumento a Lucha Villa, junto al Faro que da la bienvenida a los visitantes; al sur, la puerta de bienvenida conocida como "los arcos". 
El Museo Casa Camargo (a espaldas del Templo de Santa Rosalía) preserva la historia y la vida cultural de la región, además de fotografías y objetos de camarguenses distinguidos. 
En el Auditorio Municipal se encuentra una placa conmemorativa "Camargo, Cuna de Artistas", develada en septiembre de 2005; y más recientemente, el 24 de mayo de 2018, fue develada, en la casa de la calle Hidalgo 601, una placa en la que se hace constar el nacimiento, en ese lugar, de los hijos del matrimonio Martínez Ortega (D. Gonzalo Martínez Sagarnaga y Dña. Eva Ortega Molina): Mario Iván, Gonzalo, Luz Obdulia, Evangelina, Leopoldo, Rosa María, Guillermina, María Dora, María del Socorro y Alma Delfina.
Cd. Camargo también cuenta con su propio teatro y con el "Mural del Bicentenario", en relieve, en el que se puede observar algunos pasajes de la historia de México y personajes camarguenses sobresalientes; se ubica en la Plaza Bicentenario, inaugurada en 1997, a 200 años de la fundación de la ciudad.
- El turismo de aventura sigue creciendo en Camargo gracias a que existen lugares de incomparable belleza, para la práctica de ciclismo de montaña y del rapel; torneos tiro, de pesca, canotaje y paseos en lancha.
- El manantial llamado Ojo Caliente son aguas termales con cualidades curativas que son visitadas por innumerables familias y grupos de Menonitas que son muy afectos a los baños de salud. Camargo cuenta con un lugar de esparcimiento familiar llamado El Remanse donde las familias se reúnen los fines semana para degustar el típico platillo regional, la "Discada".

### Fiestas
Novena en honor a Santa Rosalía  (celebrada de los días 26 de agosto al 4 de septiembre)
Es la Fiesta Religiosa más importante de la ciudad donde los devotos fieles acuden al Templo de Santa Rosalía a rezar la novena, y al concluir el rezo, se lleva a cabo a las afueras del templo un festival de tipo cultural-religioso donde se puede apreciar: baile, música, y otros eventos de género cultural.
Expo Feria Santa Rosalía de Camargo 
Es una fiesta que tradicionalmente se realiza en el mes de septiembre para venerar a Santa Rosalía, la patrona de los camarguenses que se festeja el día 4. La celebración se compone de diversas actividades tales como: desfile inaugural, arena de rodeo, conciertos de diversos géneros musicales, cabalgata y su tradicional baile del recuerdo.
Festival Santa Rosalía Semana Santa 
Es una celebración que se realiza en Semana Santa, los días jueves , viernes, sábado y domingo santos, con la finalidad de brindar a los turistas y población de la región entretenimiento, música, cultura, concursos, eventos en general fomentando la convivencia y diversión para todas las edades.

### Deportes
Chihuahua es considerada la capital del vaquero, ya que de esta gran región de México fue donde surgió la cultura vaquera. El rodeo es un deporte extremo muy común entre los vaqueros y charros de la región. Camargo cuenta con la arena de rodeo más grande del estado y un lienzo charro para la práctica y el espectáculo de la charrería. Las escaramuzas charras de Santa Rosalía participan en campeonatos a nivel nacional, posicionándose en los mejores lugares.
La ciudad cuenta con el estadio de béisbol Alonso Ronquillo Gardea con un cupo de aproximadamente 10 000 espectadores donde el equipo Los Mazorqueros participan en el Estatal de Béisbol.
El basquetbol es uno de los deportes preferidos por los camarguenses, el equipo Petroleros participa cada año a nivel estatal.

### Gastronomía
Entre sus platillos más tradicionales se encuentran; puerco en chile colorado (asado), carne seca, el chile chilaca con asadero, chile pasado con carne de puerco o con queso, la tradicional carne asada al carbón de mezquite o los cortes de carne tipo americano, así como la deliciosa discada, orejones de frutas (frutas deshidratadas), queso ranchero, asadero, chorizo Camargo, chacales, también se puede disfrutar de deliciosos platillos de pescado fresco de la presa La Boquilla tales como son: el caldo de oso (caldo de bagre con verduras), mojarra frita, deliciosa trucha al cilantro, lobina negra preparada al mojo de ajo y frita o bien postres como pay de nuez y capirotada.
Otro platillo típico de todo el estado son los burritos, que han trascendido las fronteras, son preparados con tortillas de harina y rellenos de carne de res o cerdo, frijoles o chile relleno.
El sotol o sereque es una bebida alcohólica artesanal con denominación de origen para los estados de Chihuahua, Coahuila y Durango. Aunque en Camargo no se produce comercialmente, si para autoconsumo.

### Referencias culturales

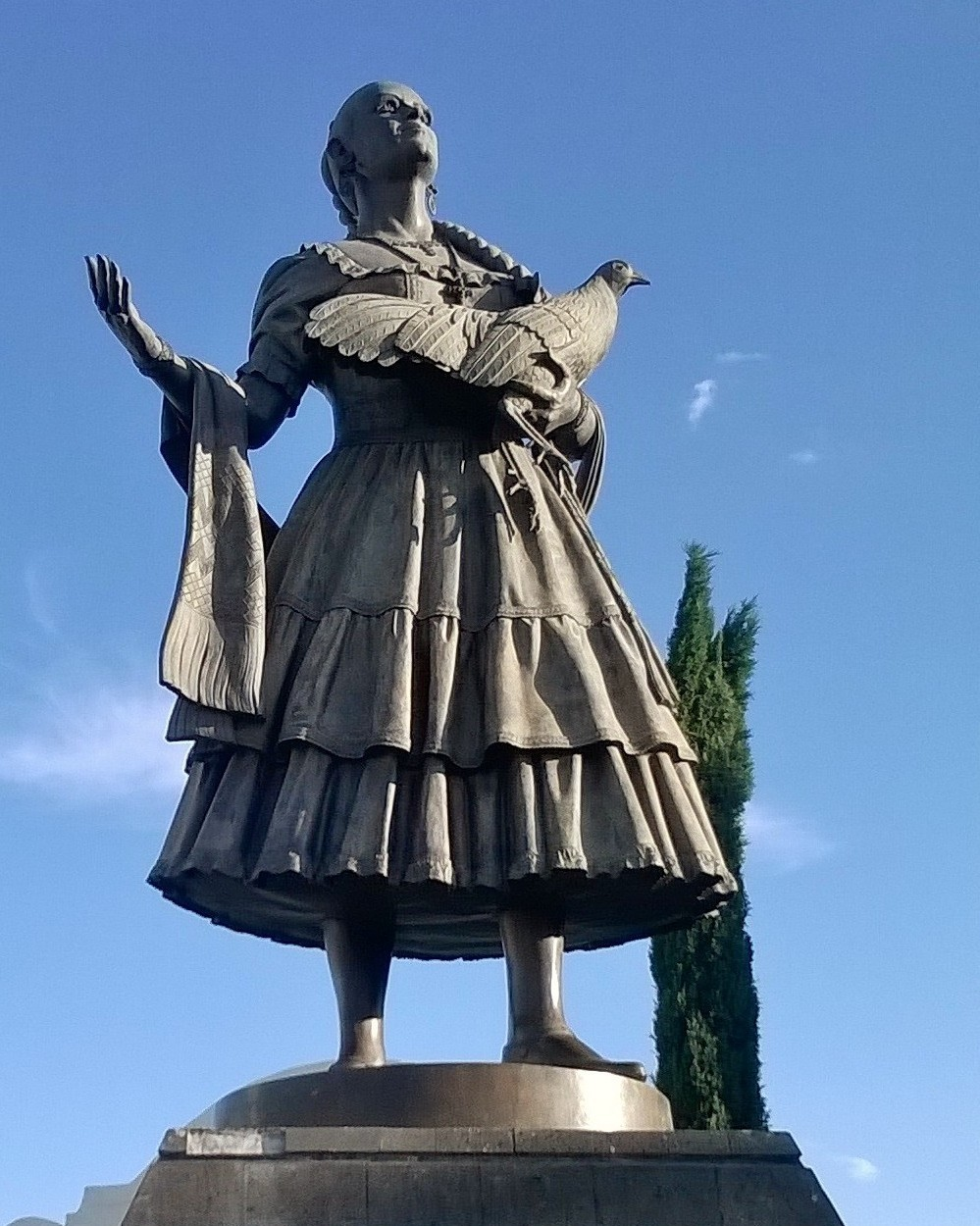
Monumento a Lucha Villa "La Grandota de Camargo".

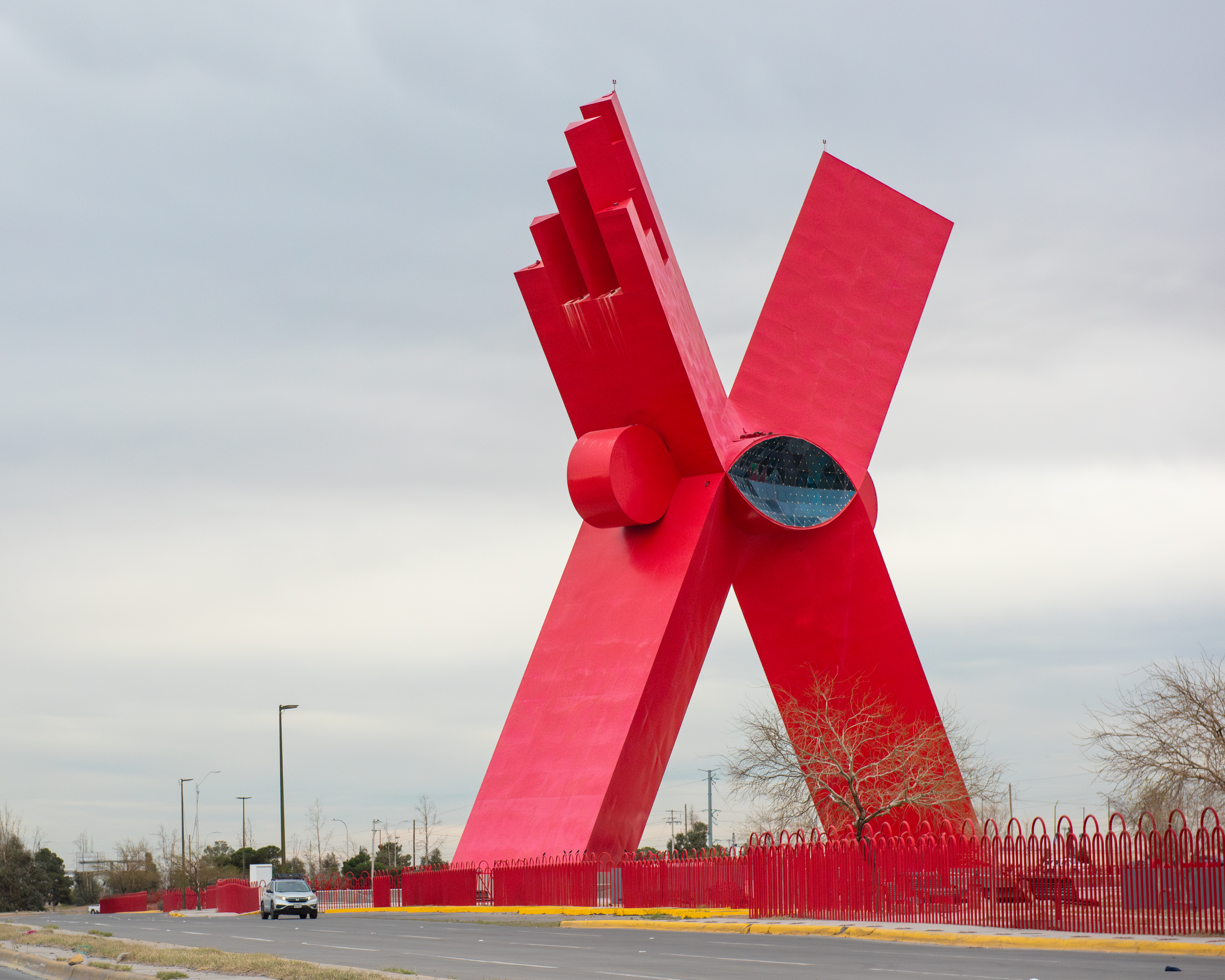
El Monumento a la Mexicanidad, en Ciudad Juárez, es una reconocida escultura de Sebastián.

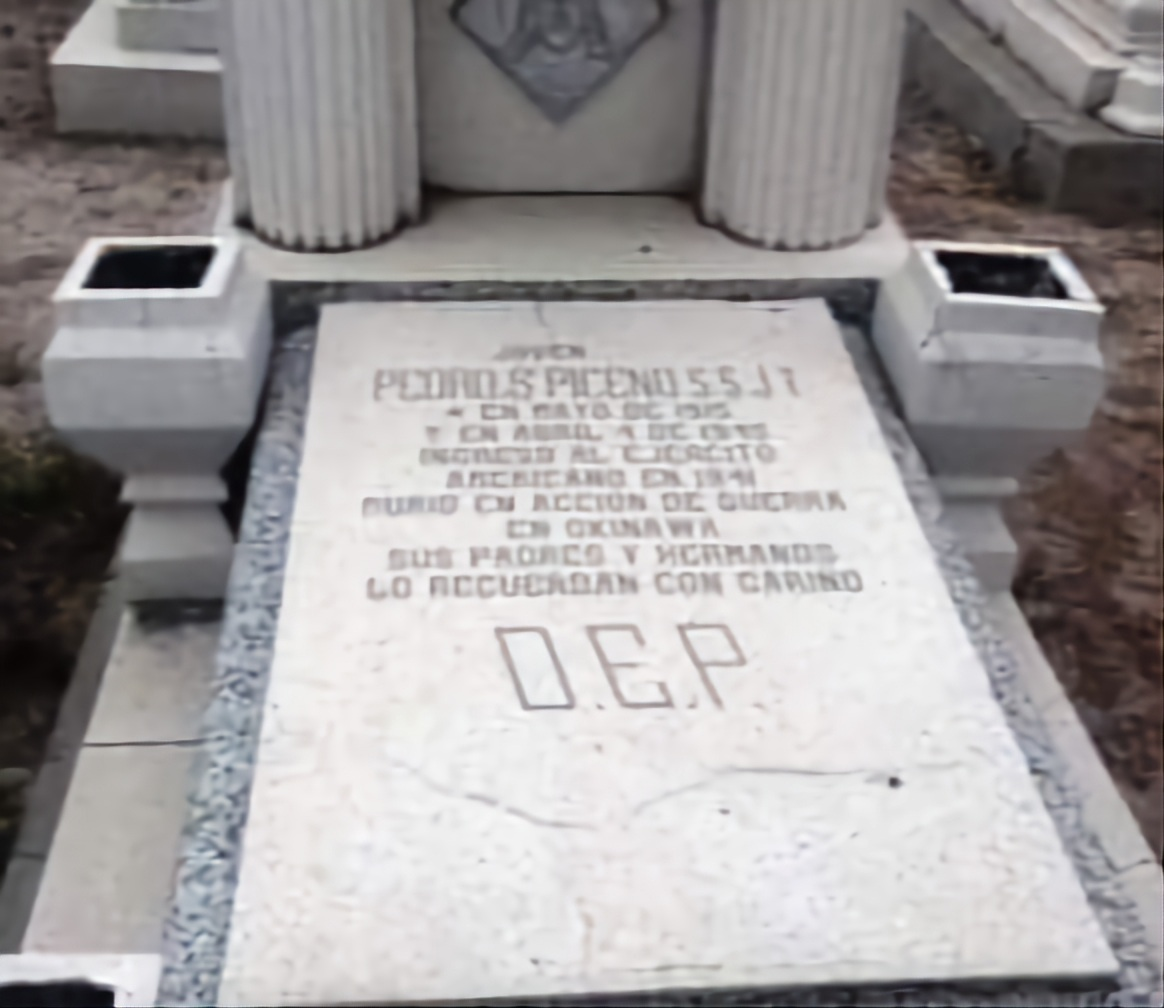
Lapida de Pedro Piceno Santacruz en el panteón municipal de Camargo.

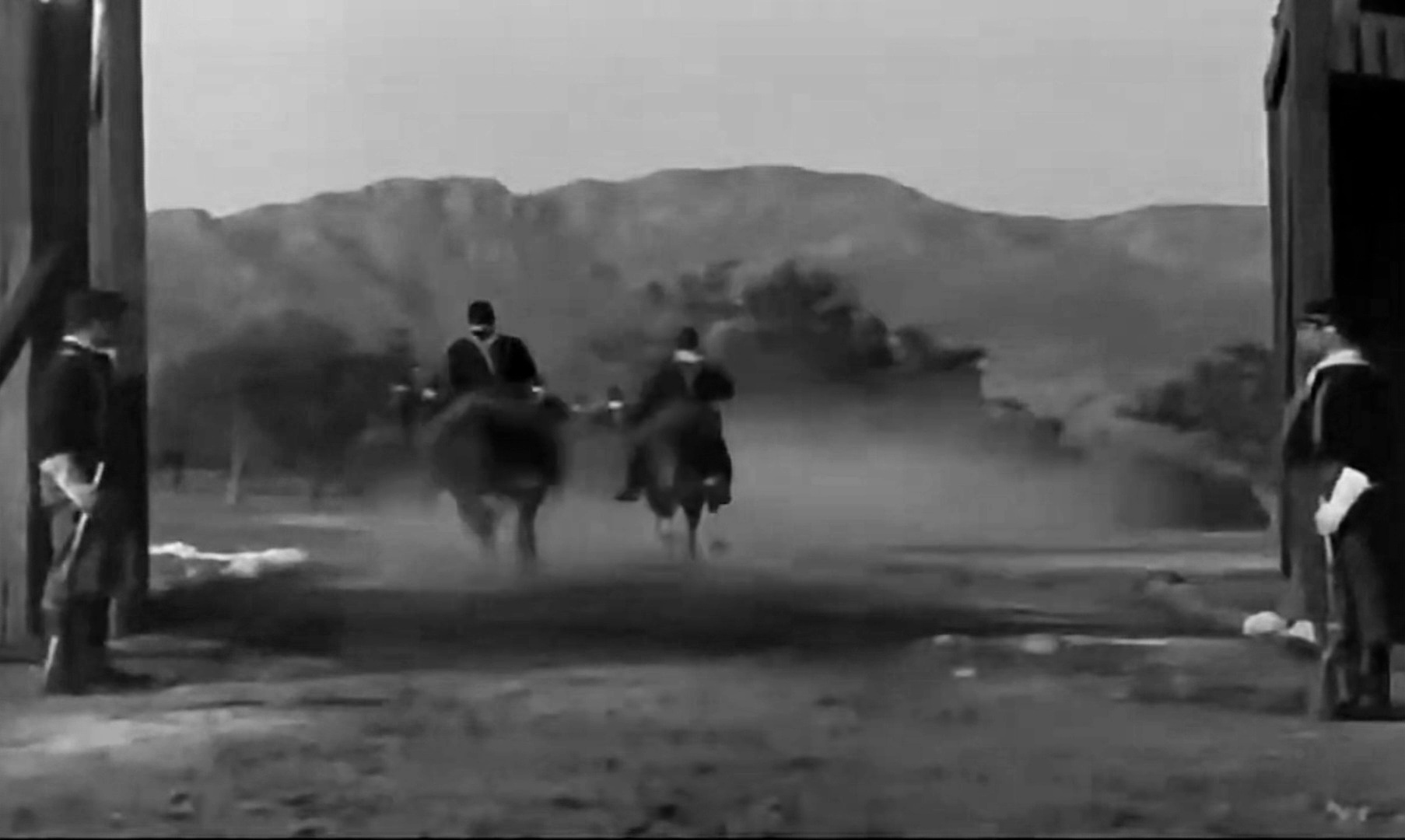
Escena de la película Hondo (1953), y de fondo la Sierra Santa Rosalía.